# 日野HS8J
日野HS8J（HINO HS8J）是日本日野汽車生產的一款大型低底盤公車，經過台灣總代理和泰汽車向日野汽車積極爭取，由國瑞汽車組裝，於2015年底發表五期環保引擎版本；於2020年推出六期環保版本HS2A。

## 規格[2]

### HS8JRVL-UTF
- 引擎：HINO J08E-VD（日语：日野・J型エンジン#J08E）
- 馬力：280 PS
- 變速箱：ZF 6AP1000 六檔自動變速
- 電控系統：WABCO 雙迴路煞車系統
- 車長：11,685mm
- 車寬：2,485 mm
- 車高：2,730 mm
- 軸距：5,875 mm
- 排氣量：7,684 c.c.

## 客運業者應用一覽

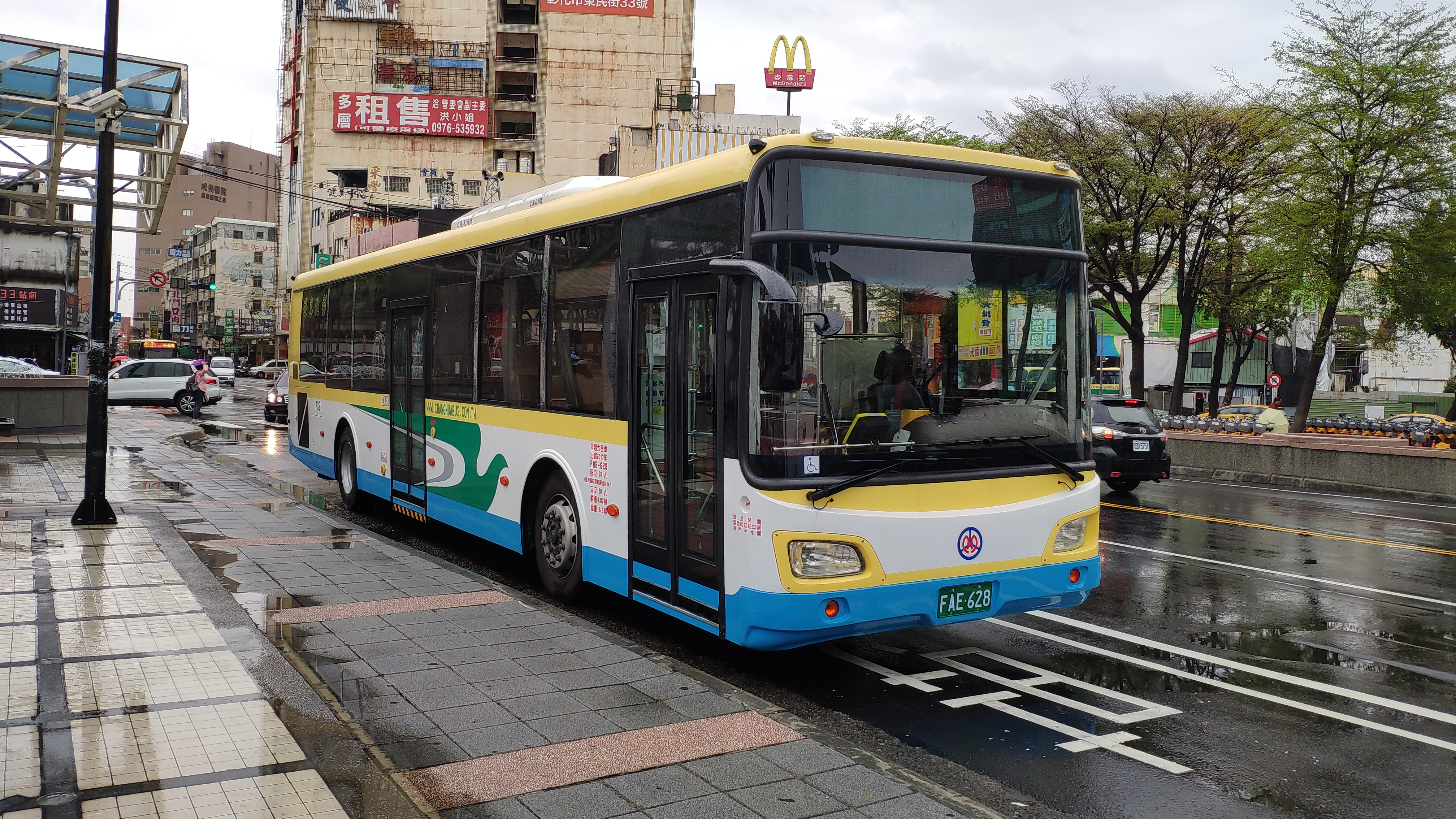
彰化客運FAE-628

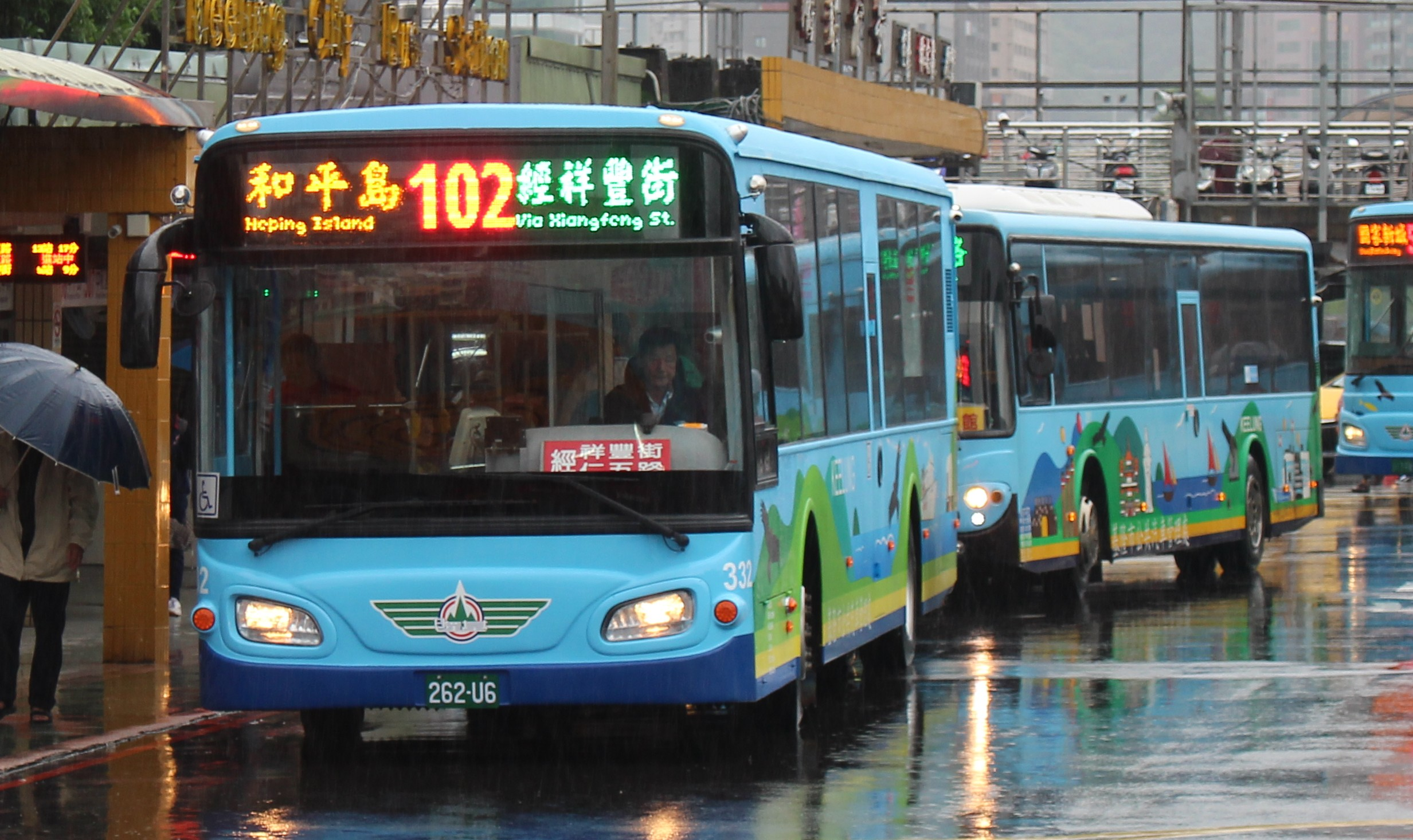
基隆市公車處262-U6

- 固亞車體(2016年份為無活動逃生窗)

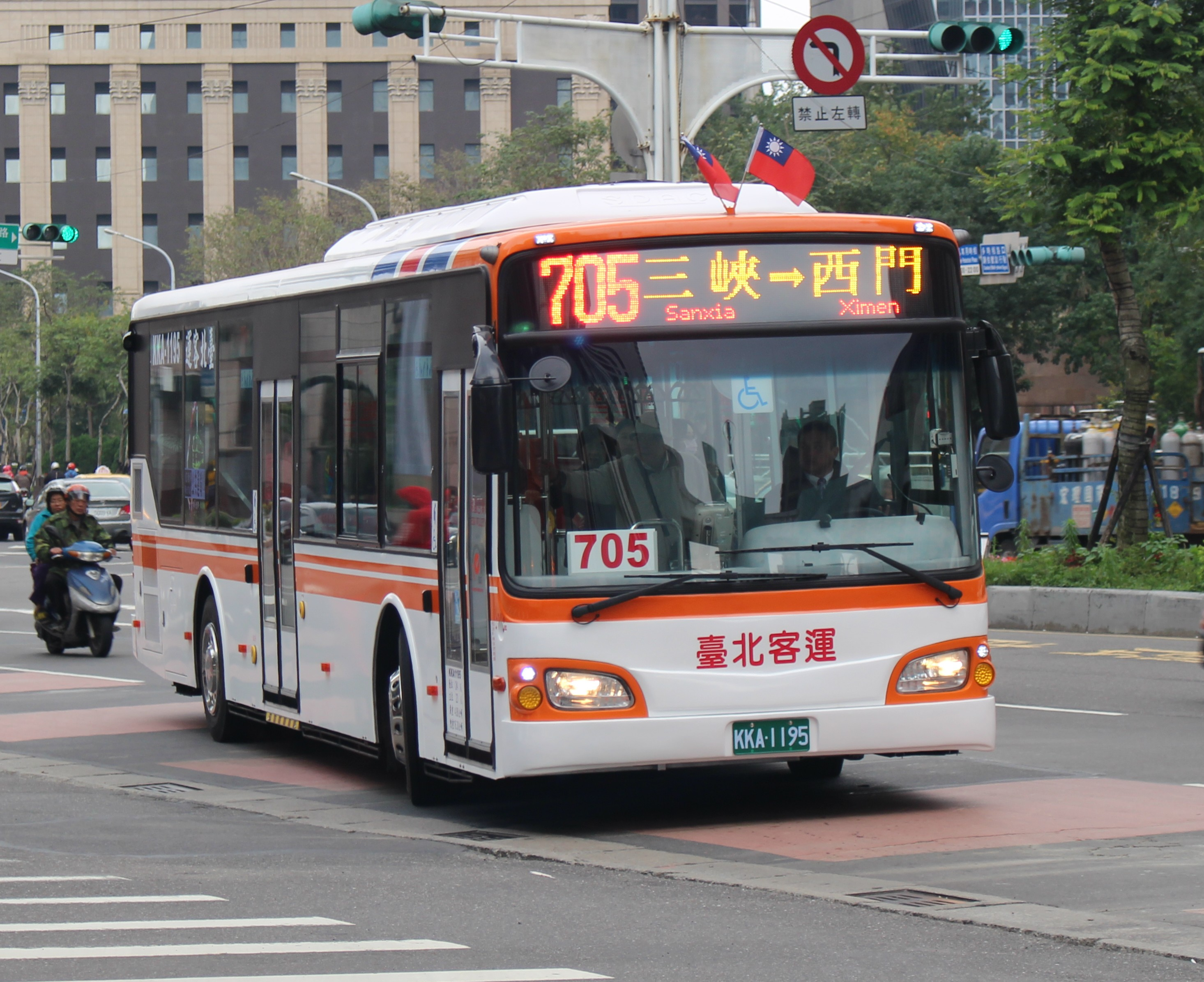
臺北客運KKA-1195
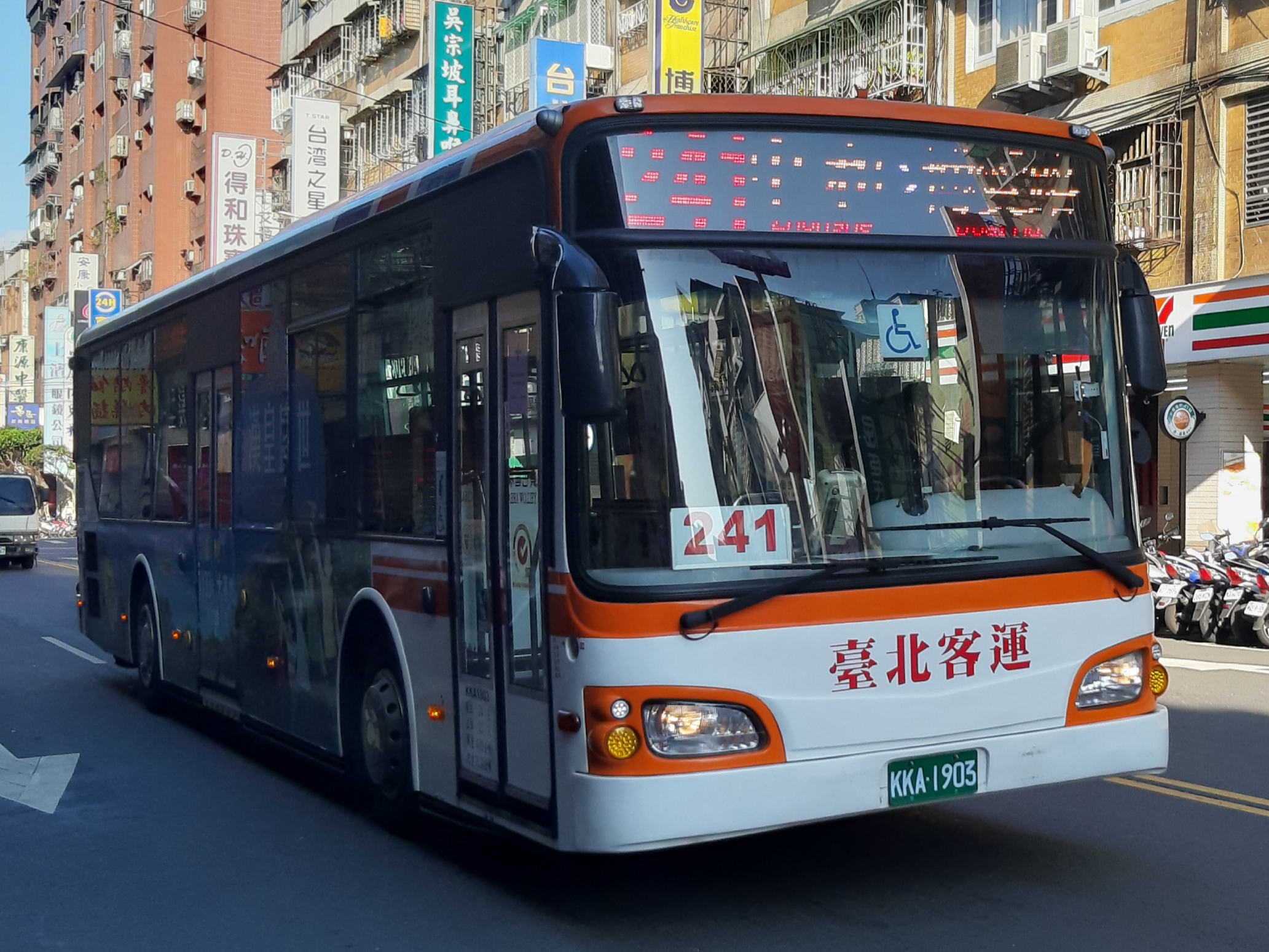
臺北客運KKA-1903
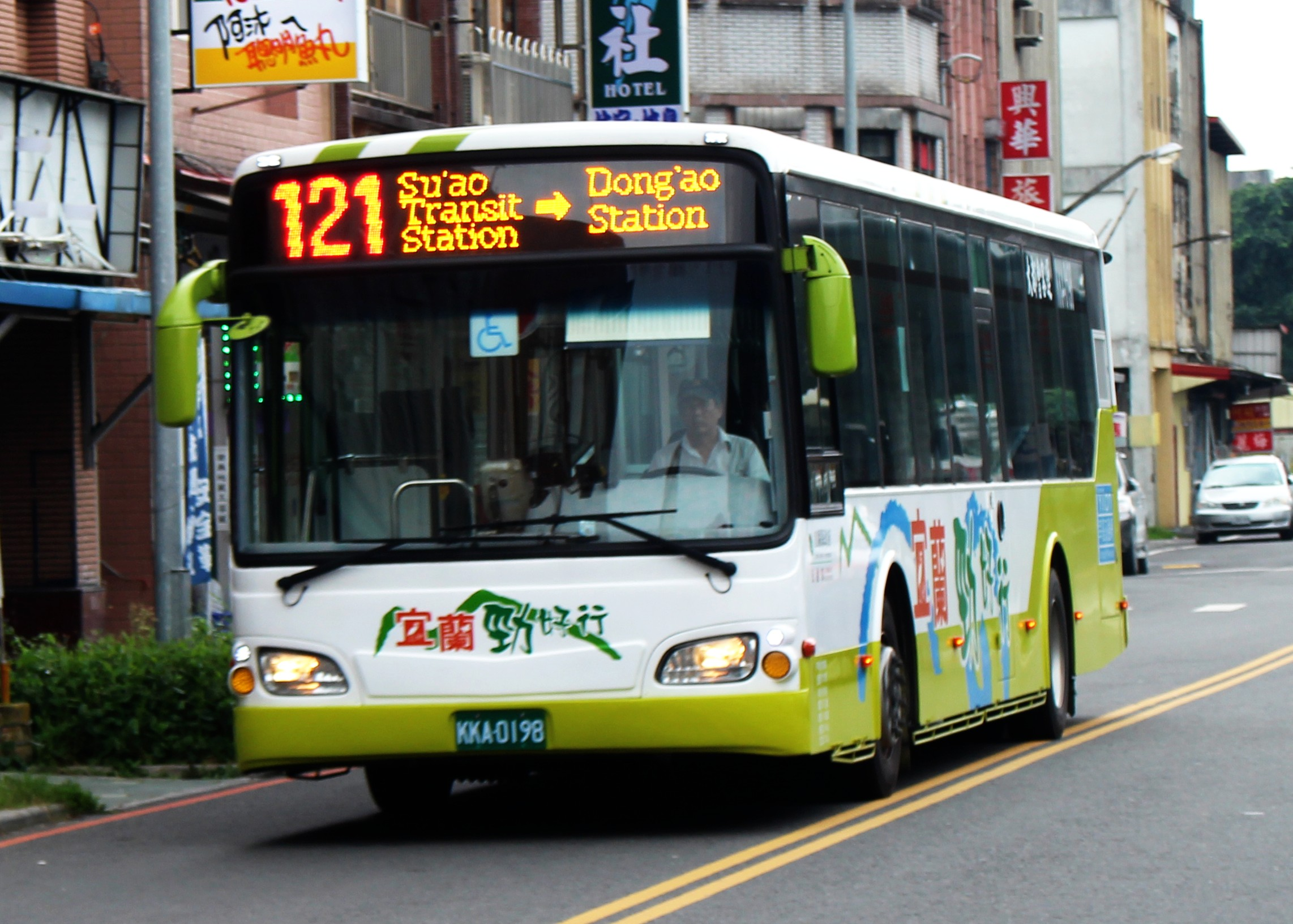
大都會客運KKA-0198
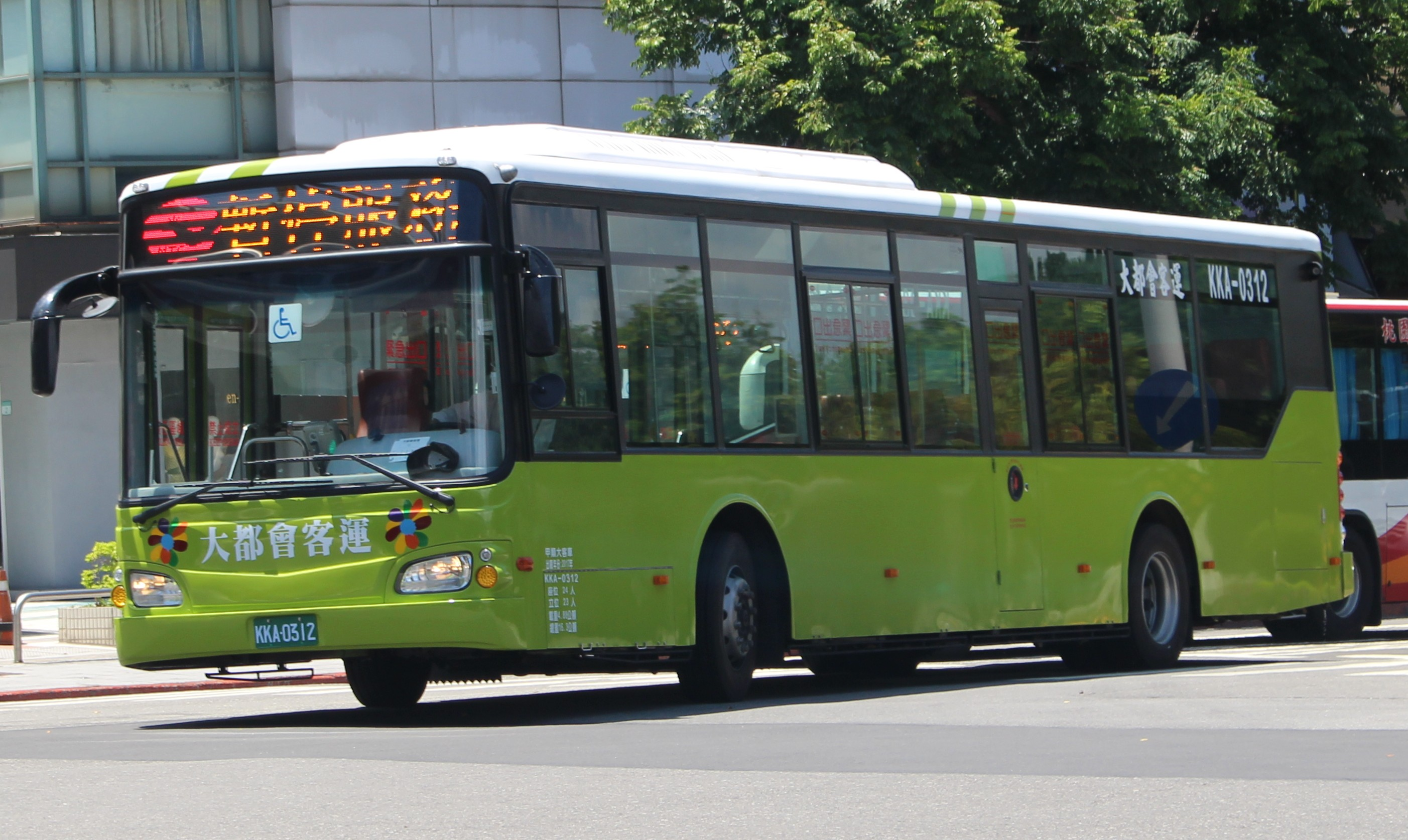
大都會客運KKA-0312
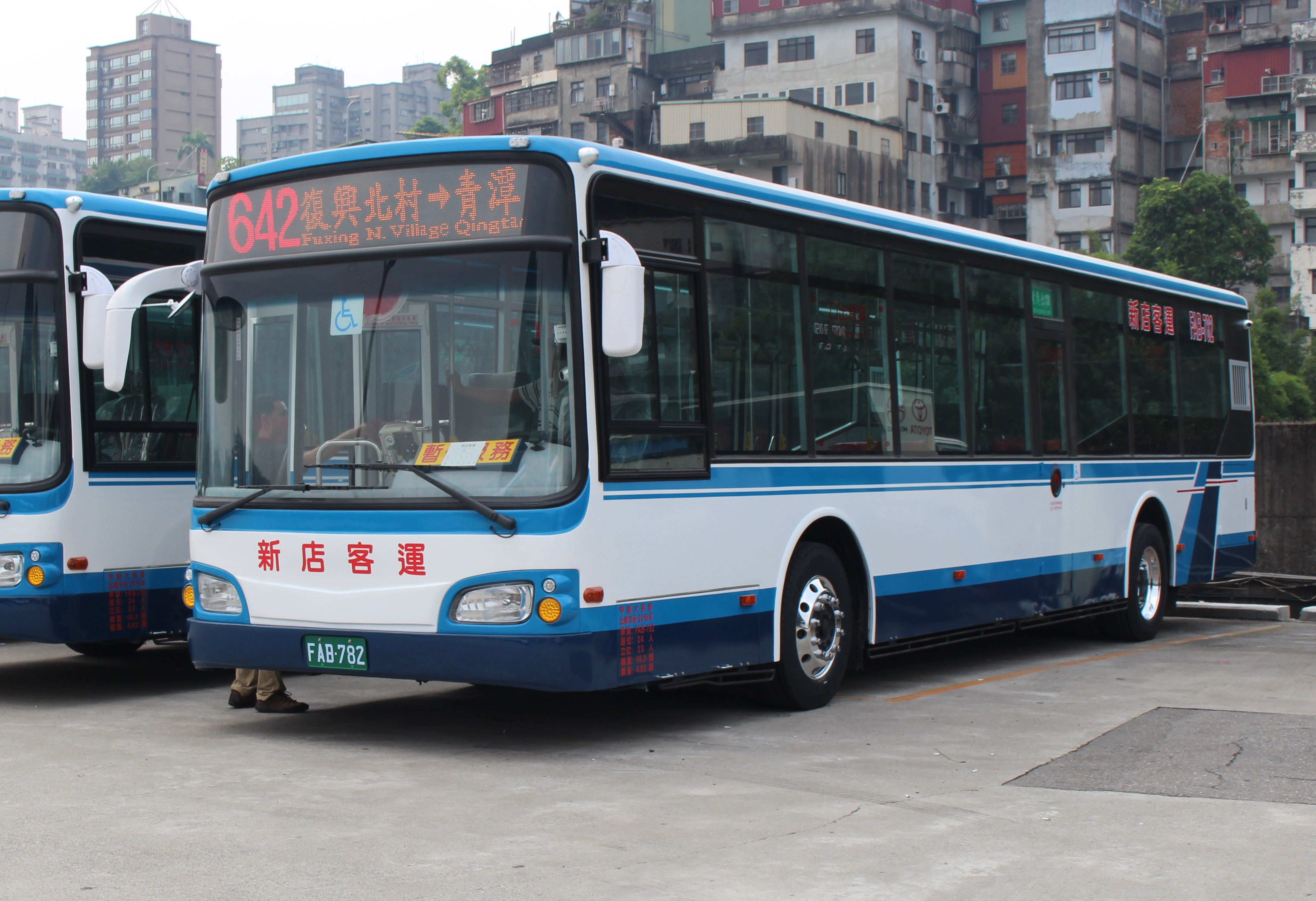
新店客運FAB-782
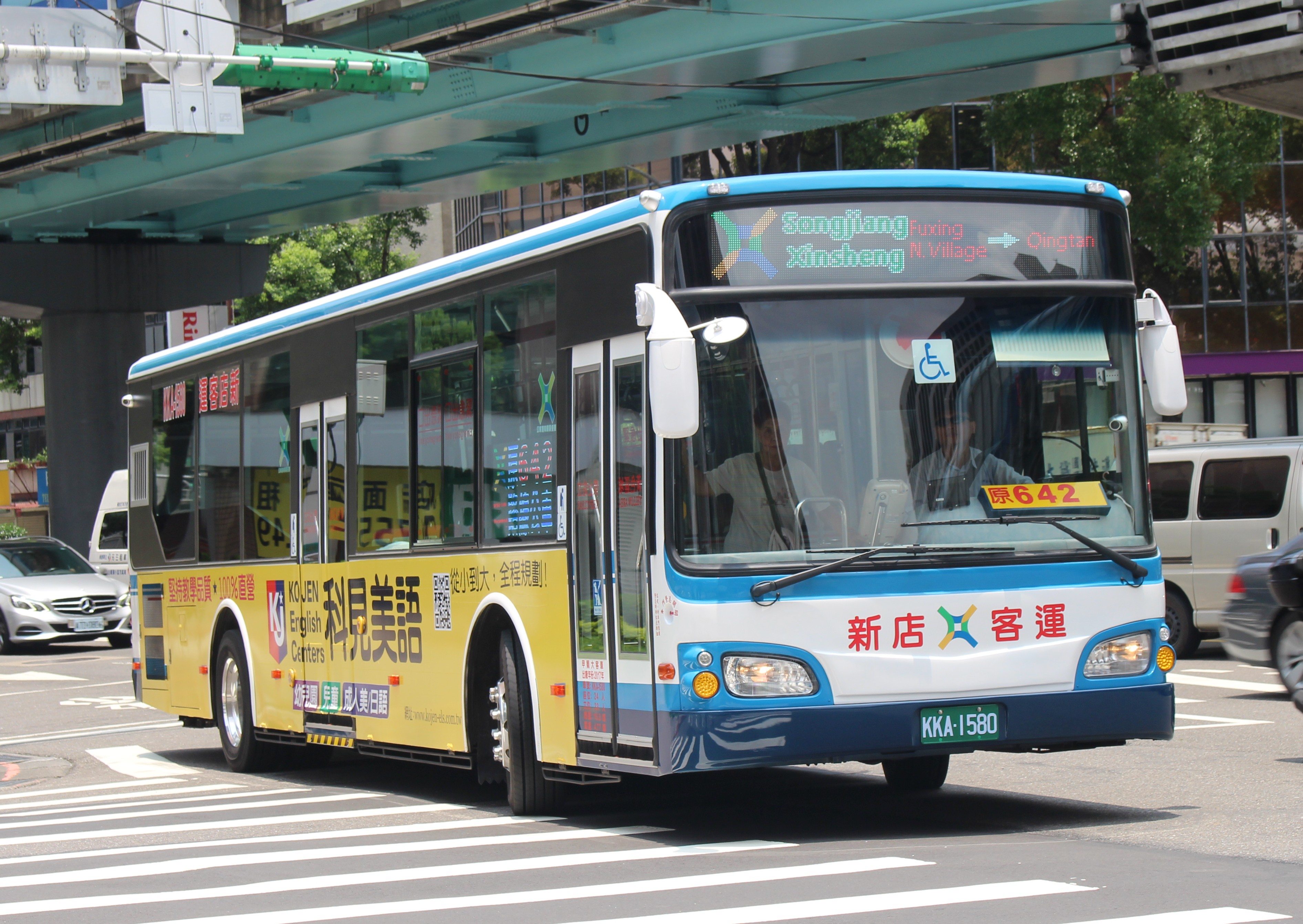
新店客運KKA-1580
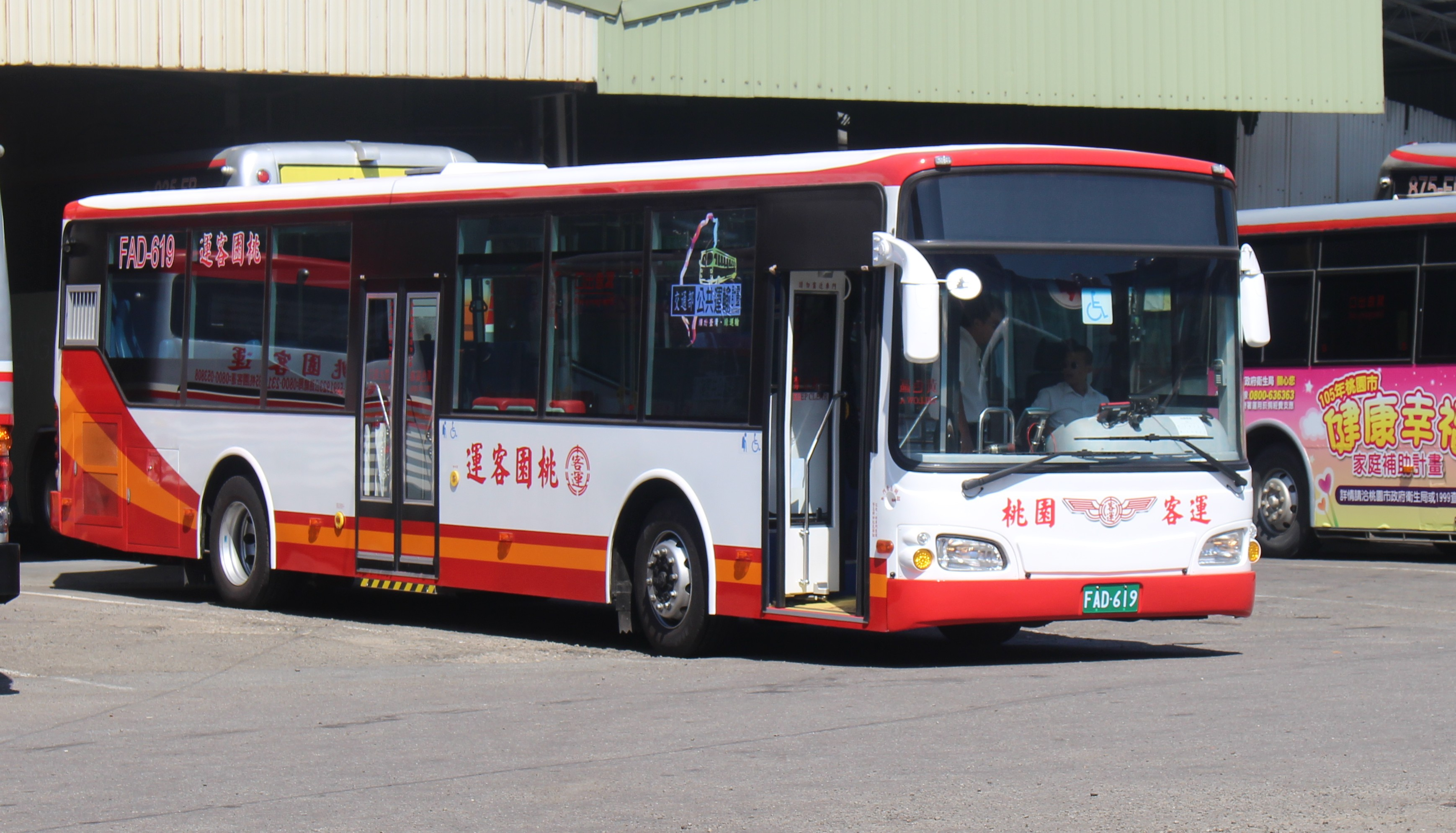
桃園客運FAD-619
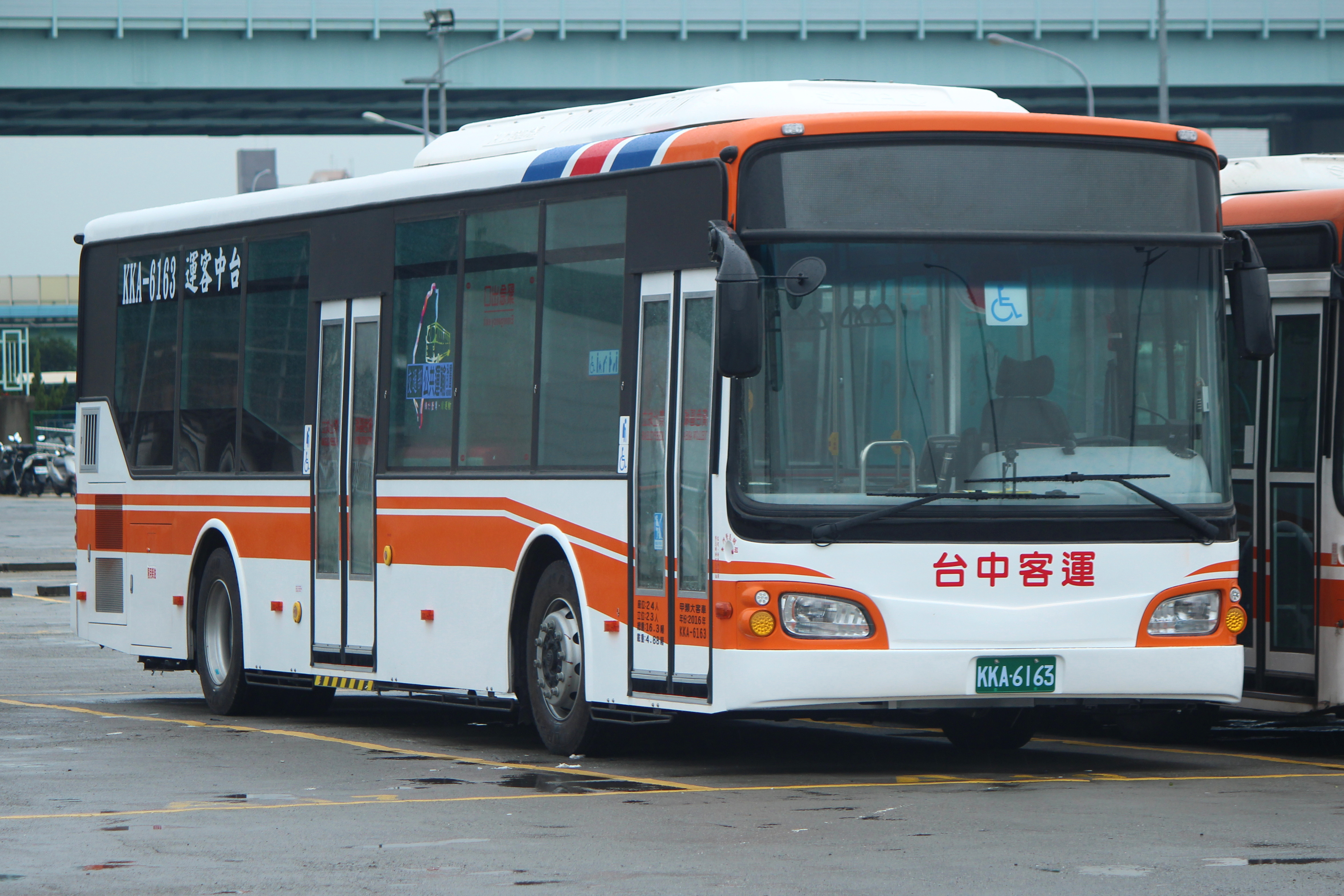
台中客運KKA-6163

- 弘鉅車體

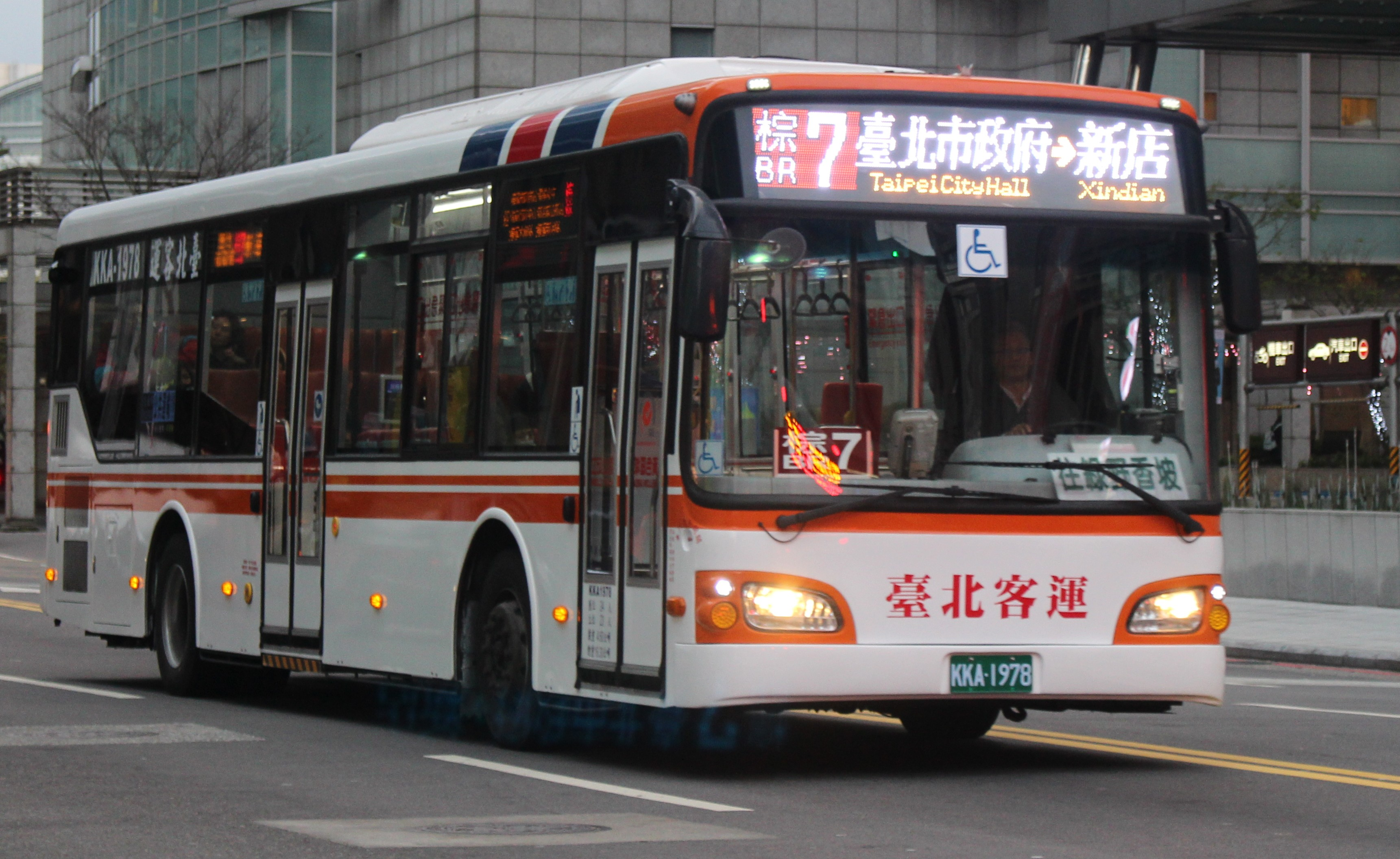
臺北客運KKA-1978
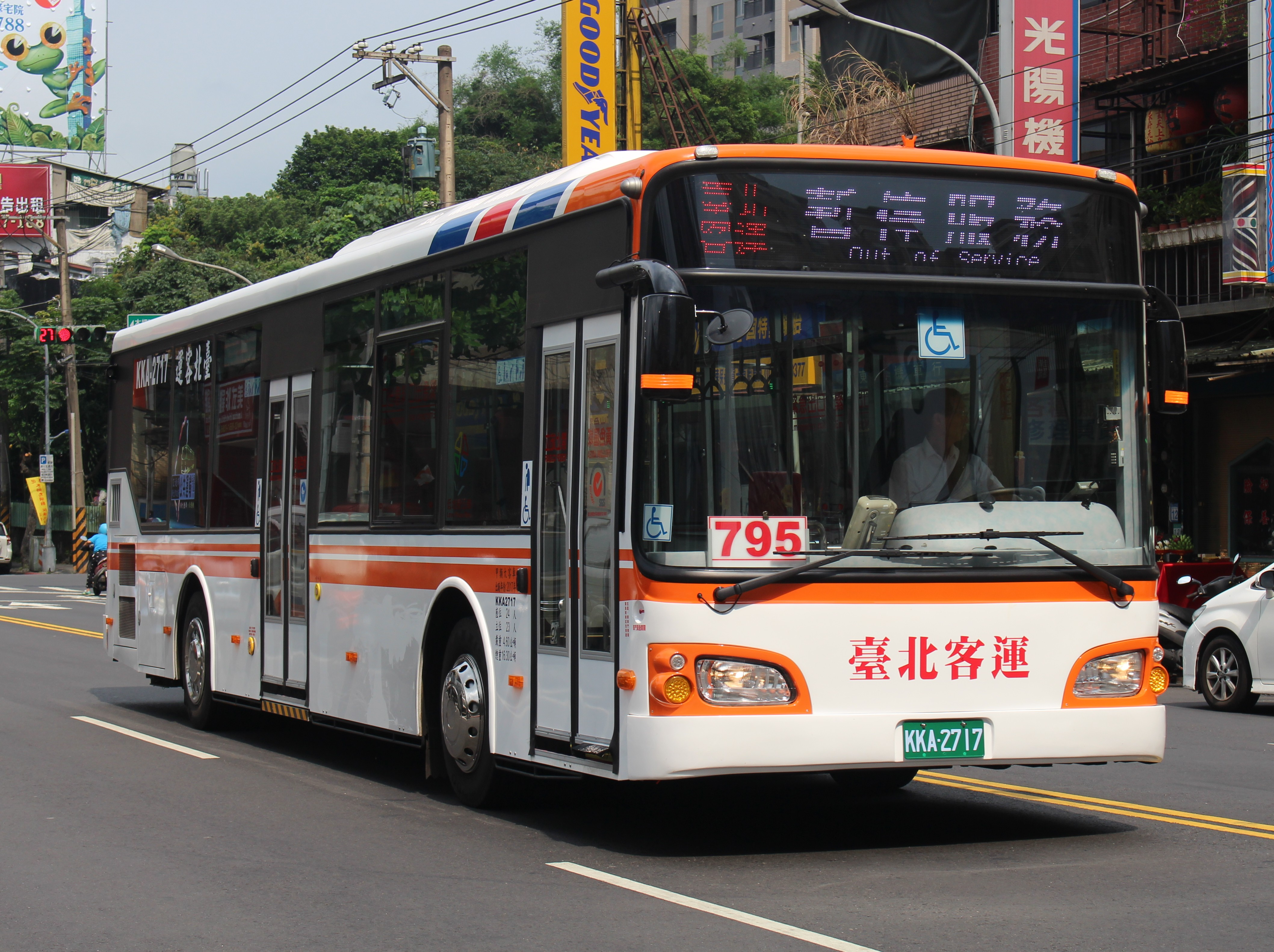
臺北客運KKA-2717
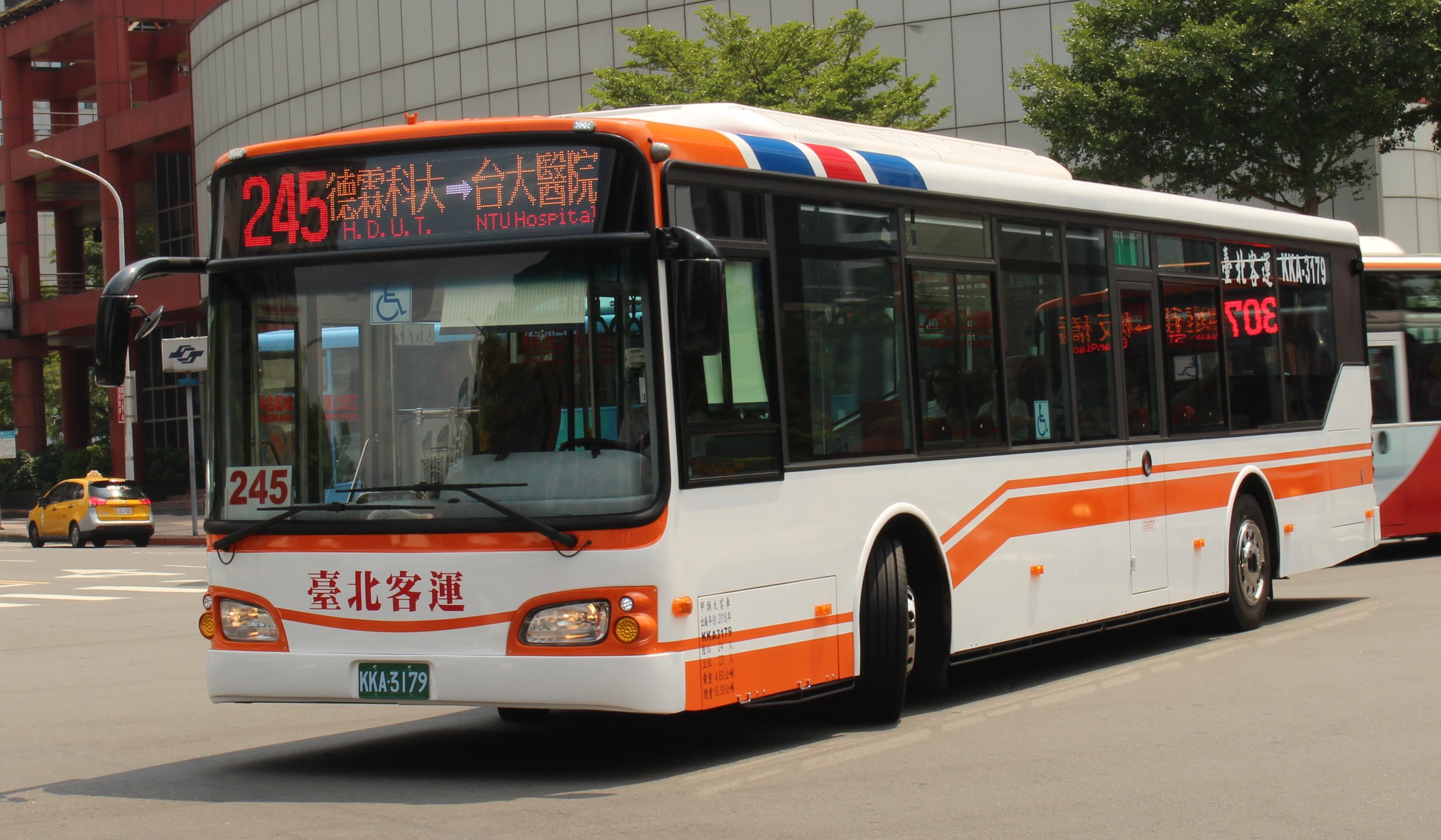
臺北客運KKA-3179
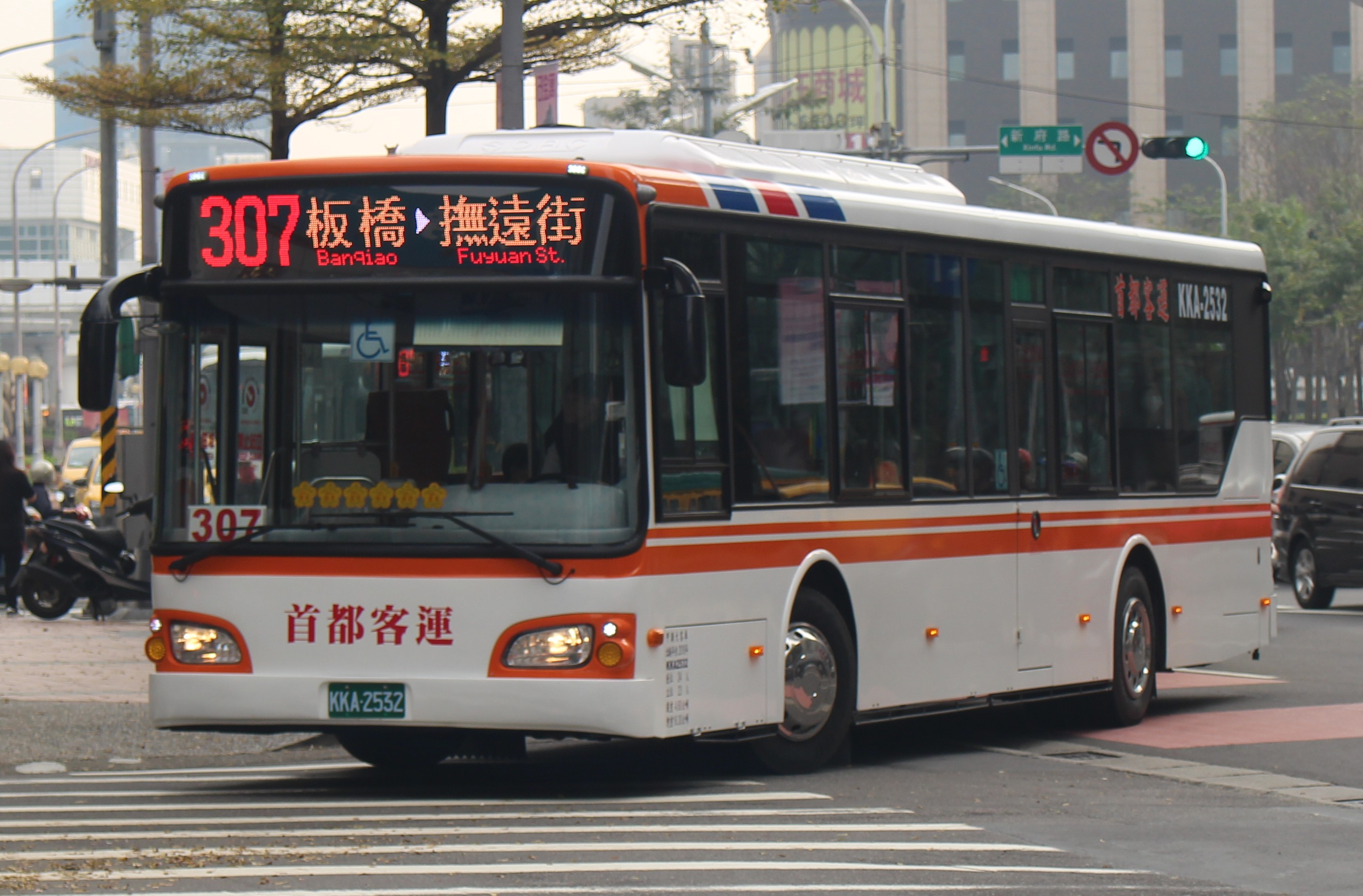
首都客運KKA-2532
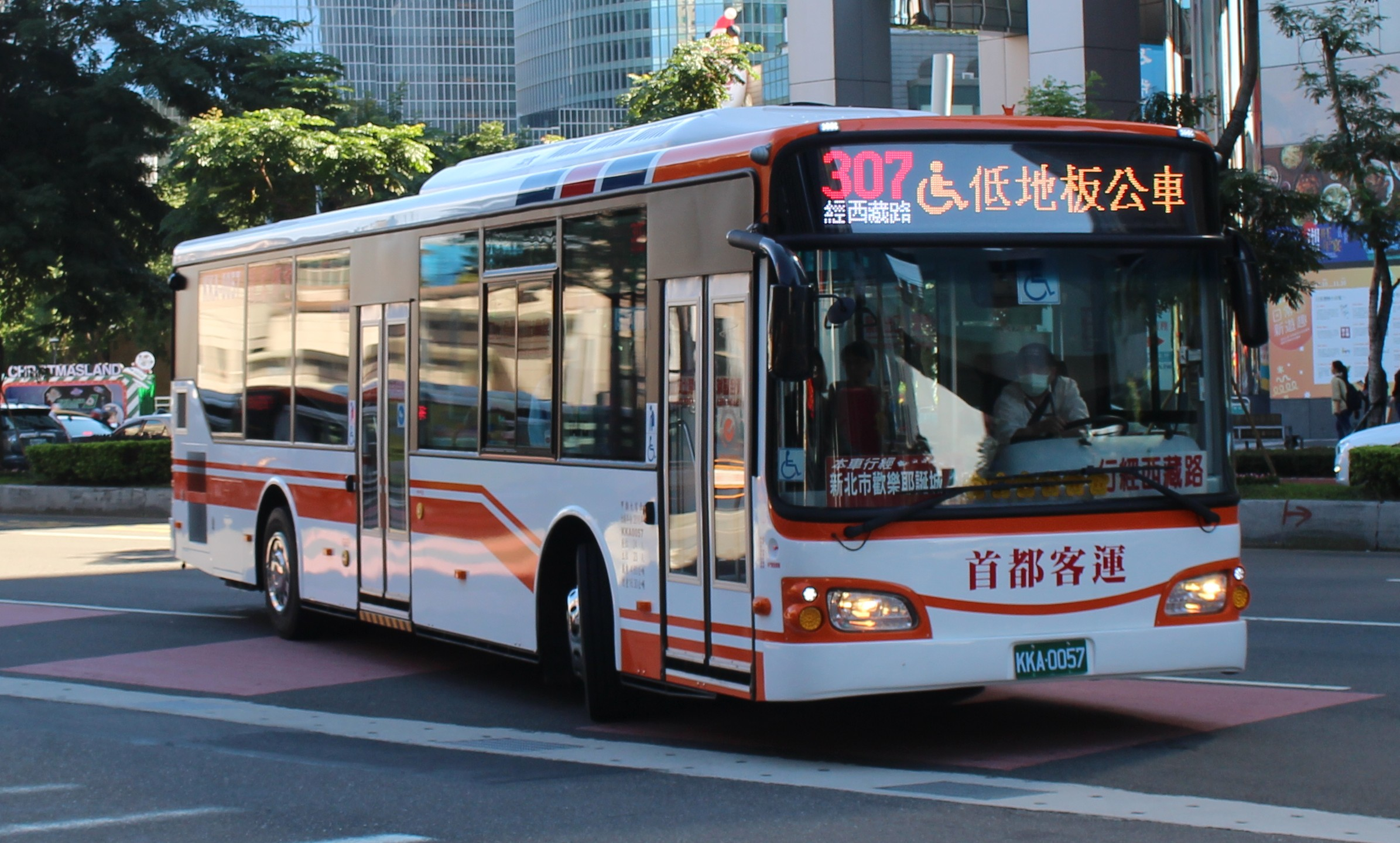
首都客運KKA-0057
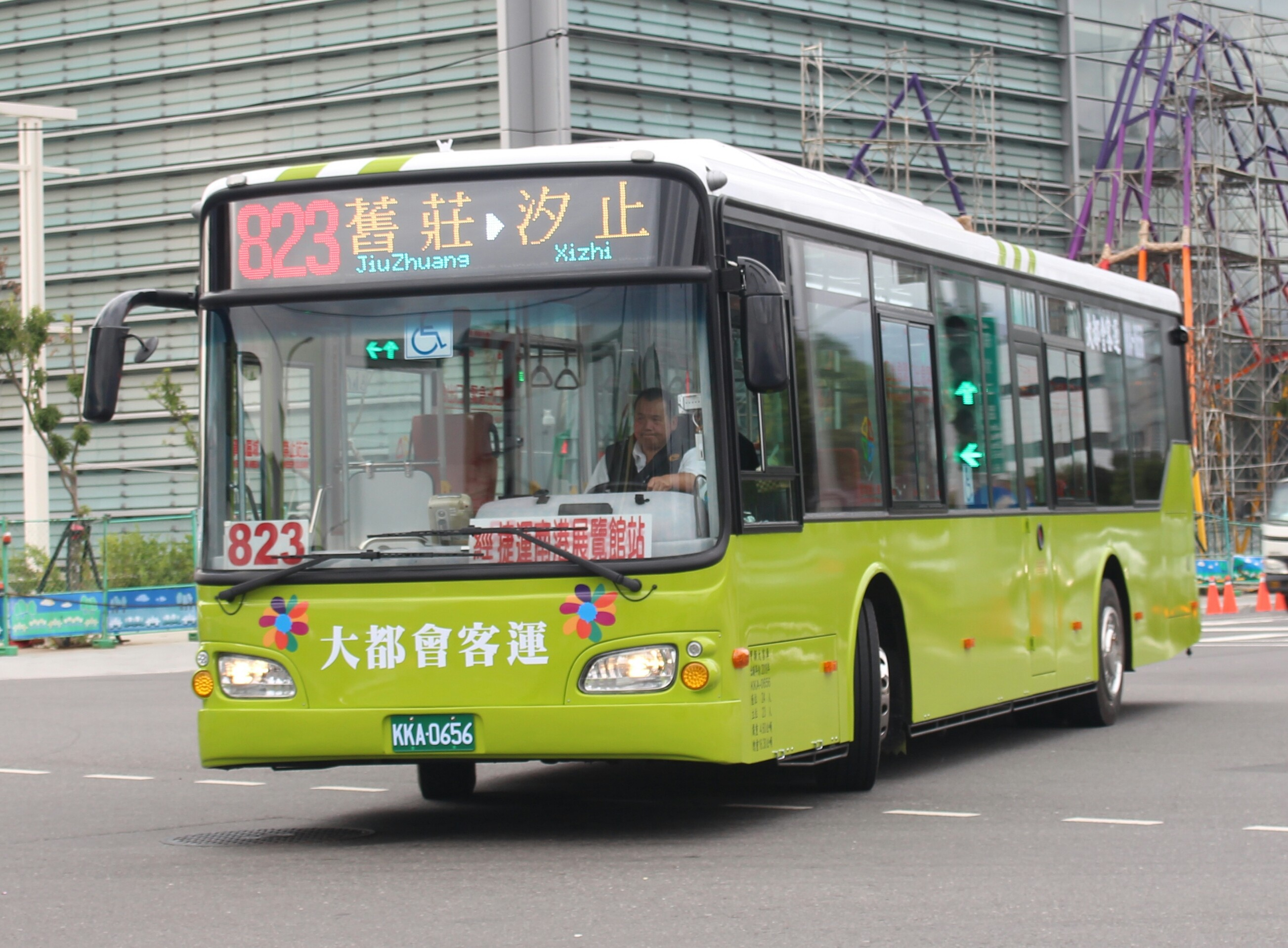
大都會客運KKA-0656
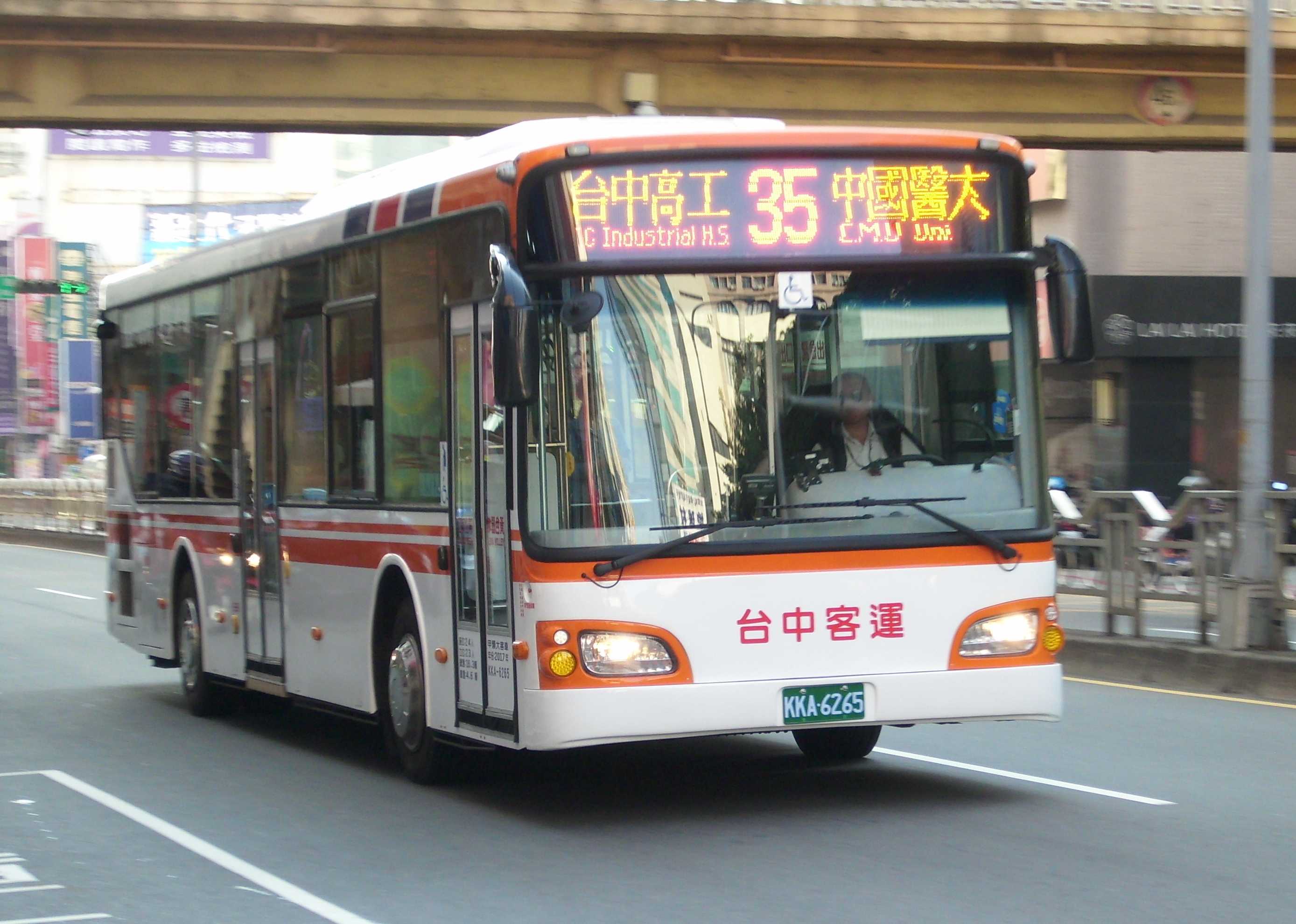
台中客運KKA-6265

- 馨盛車體(2016年份為無活動逃生窗)

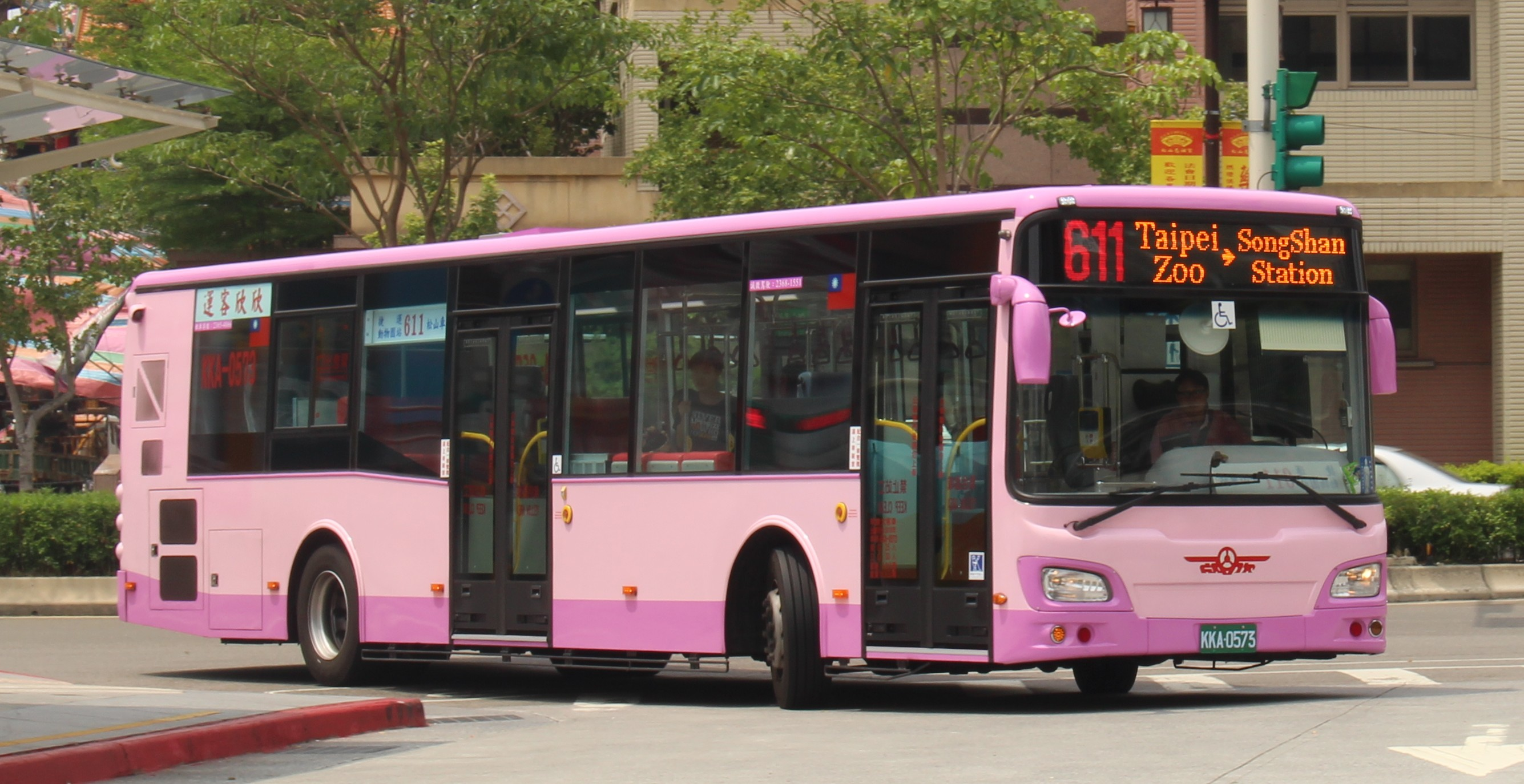
欣欣客運KKA-0573
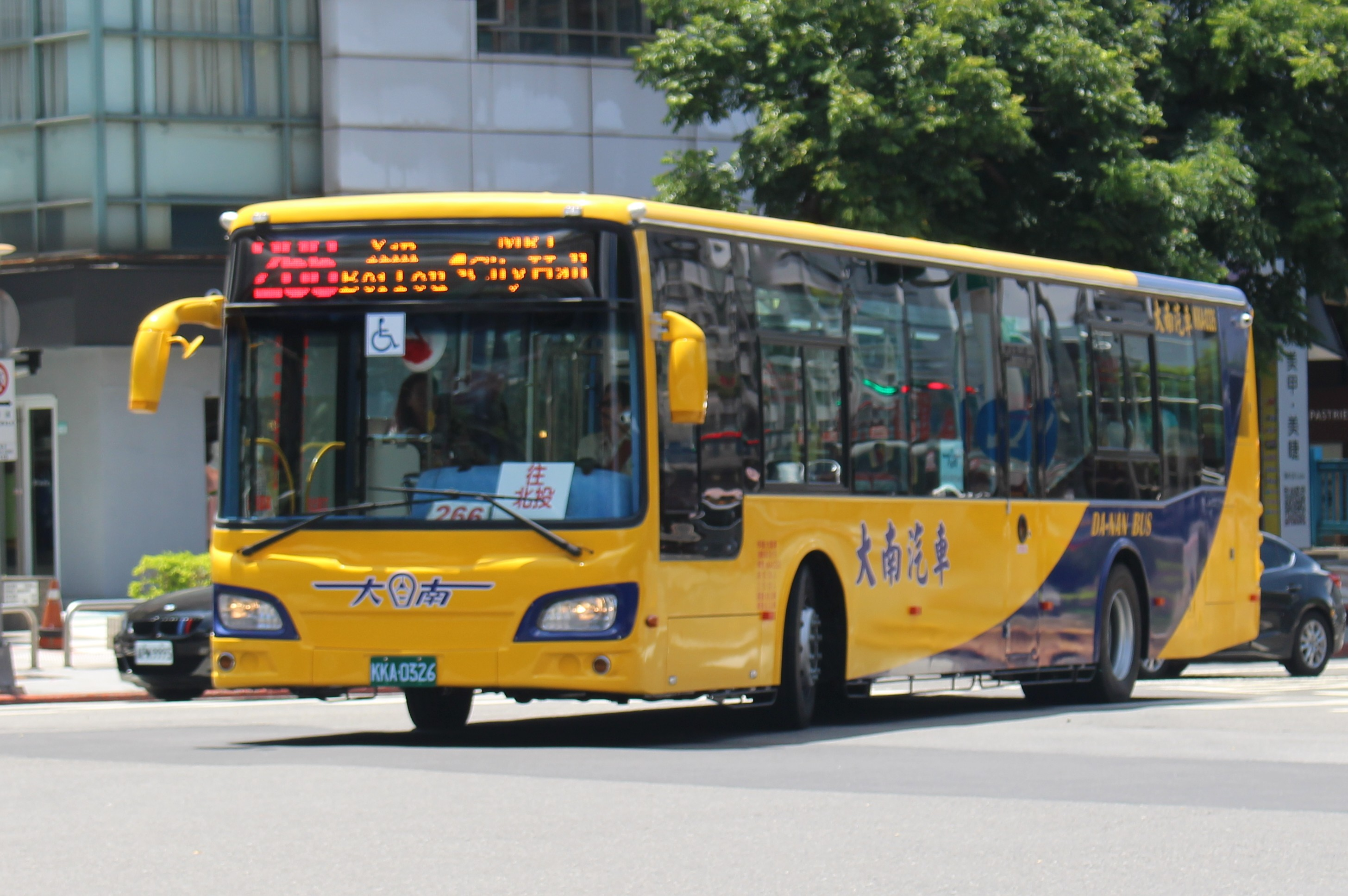
大南汽車KKA-0326
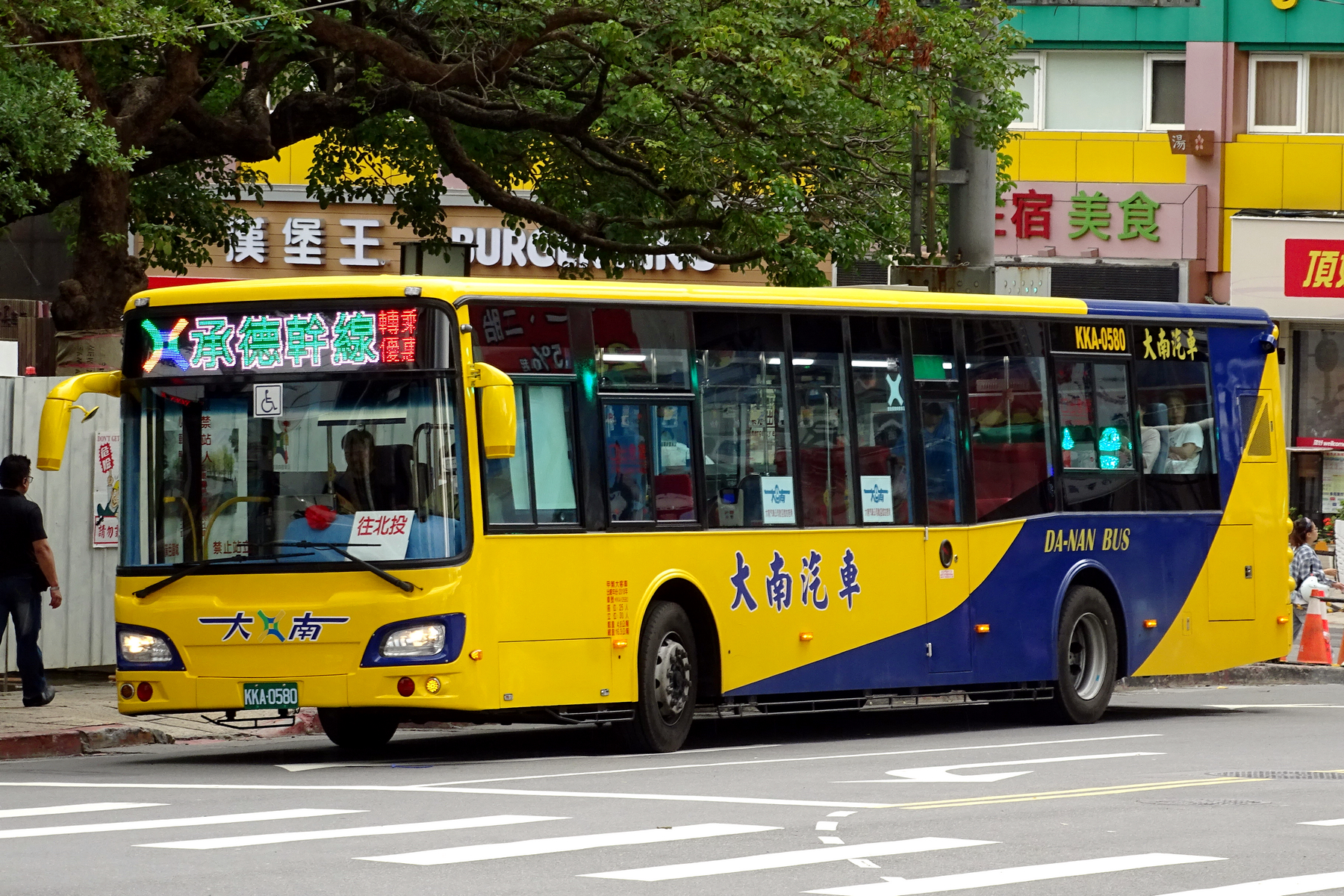
大南汽車KKA-0580
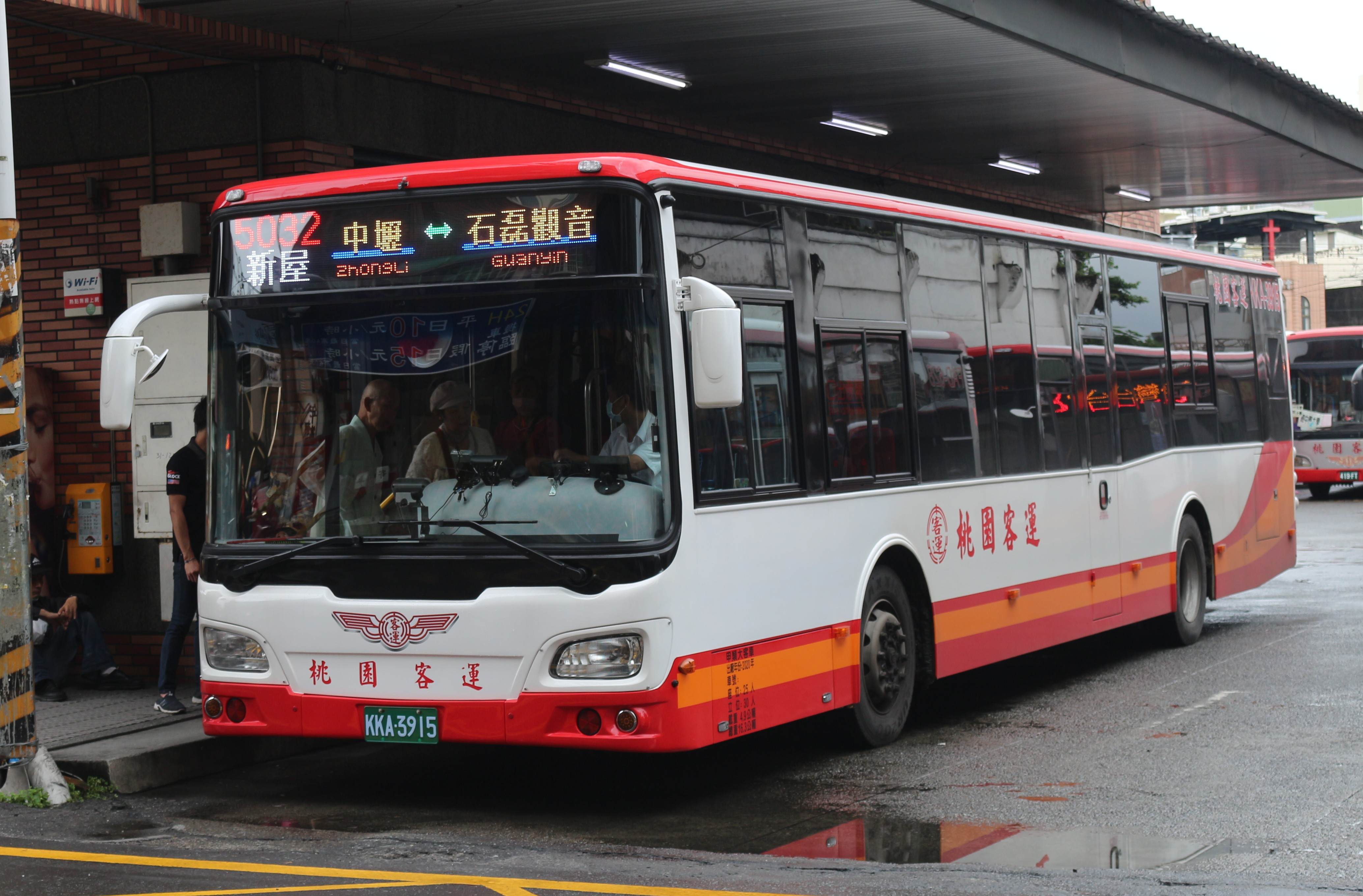
桃園客運KKA-3915
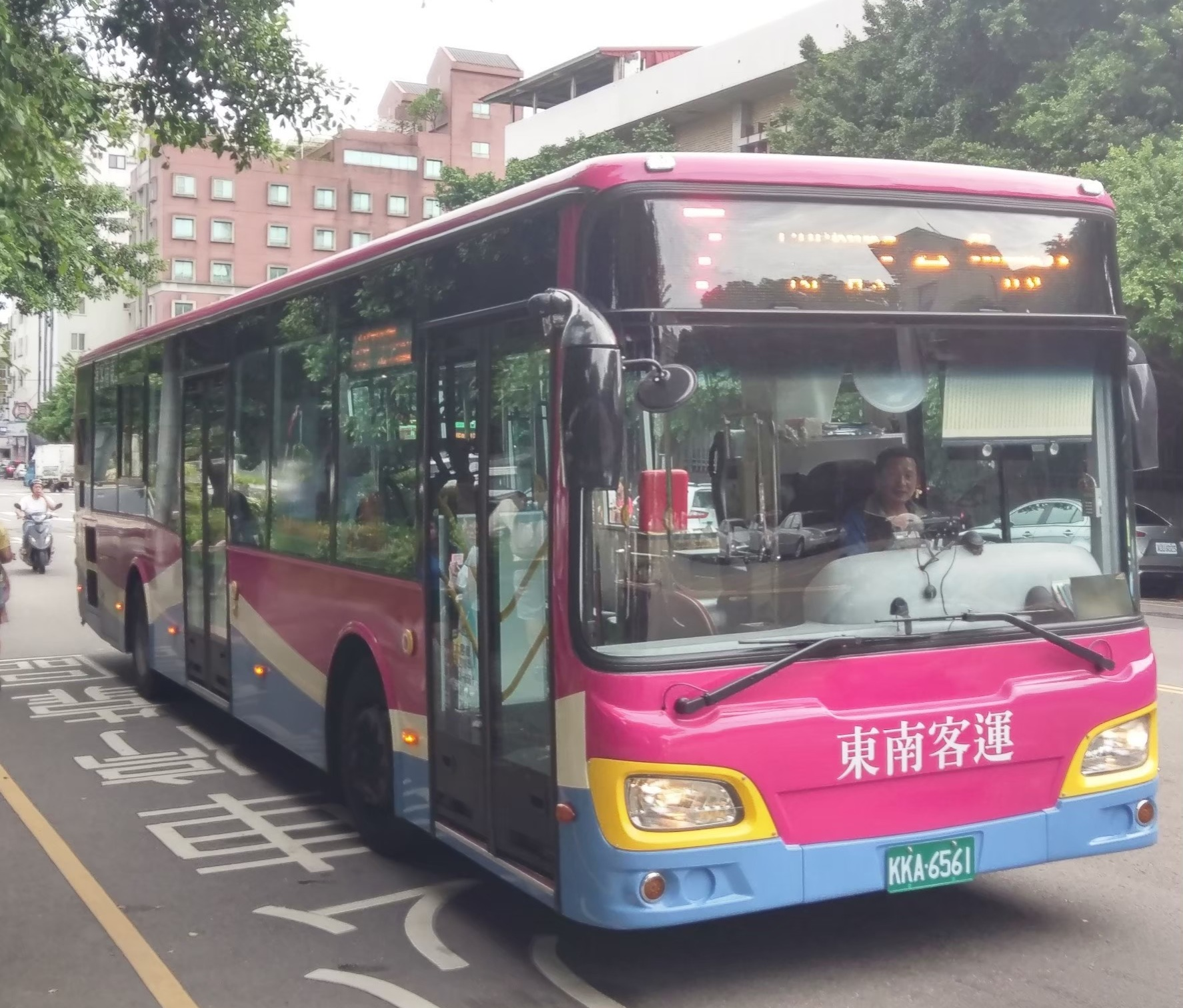
東南客運KKA-6561
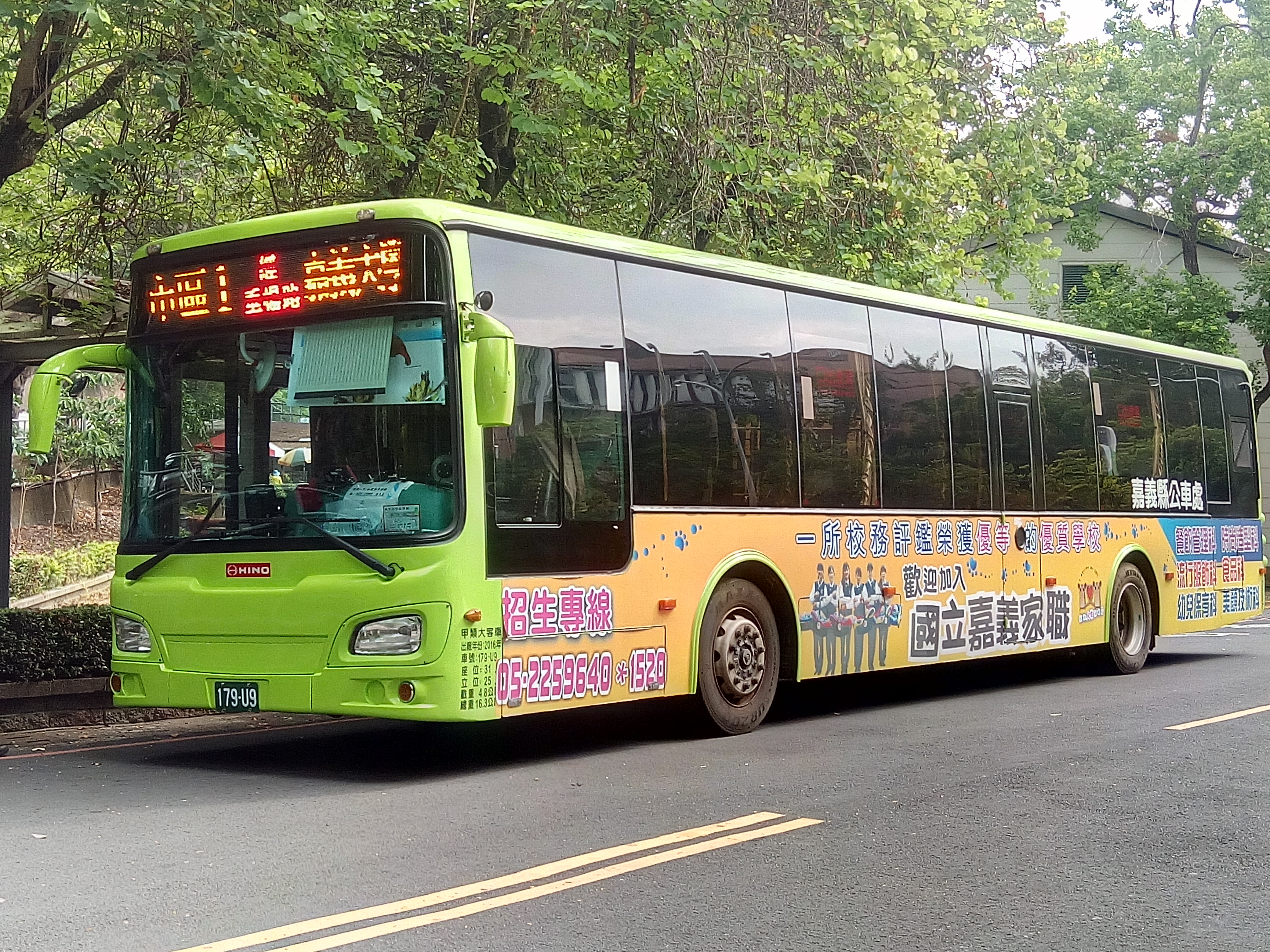
嘉義縣公車179-U9
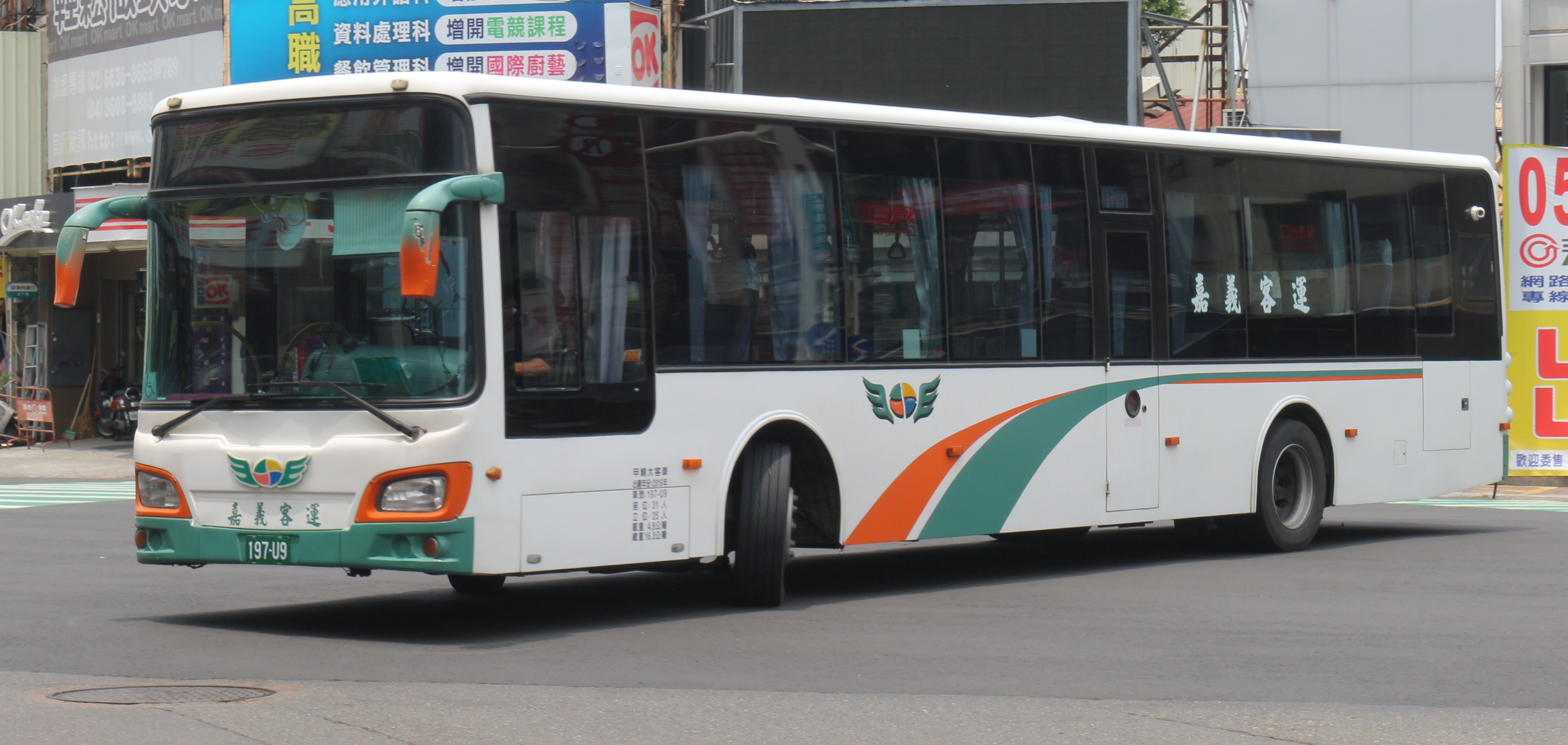
嘉義客運197-U9
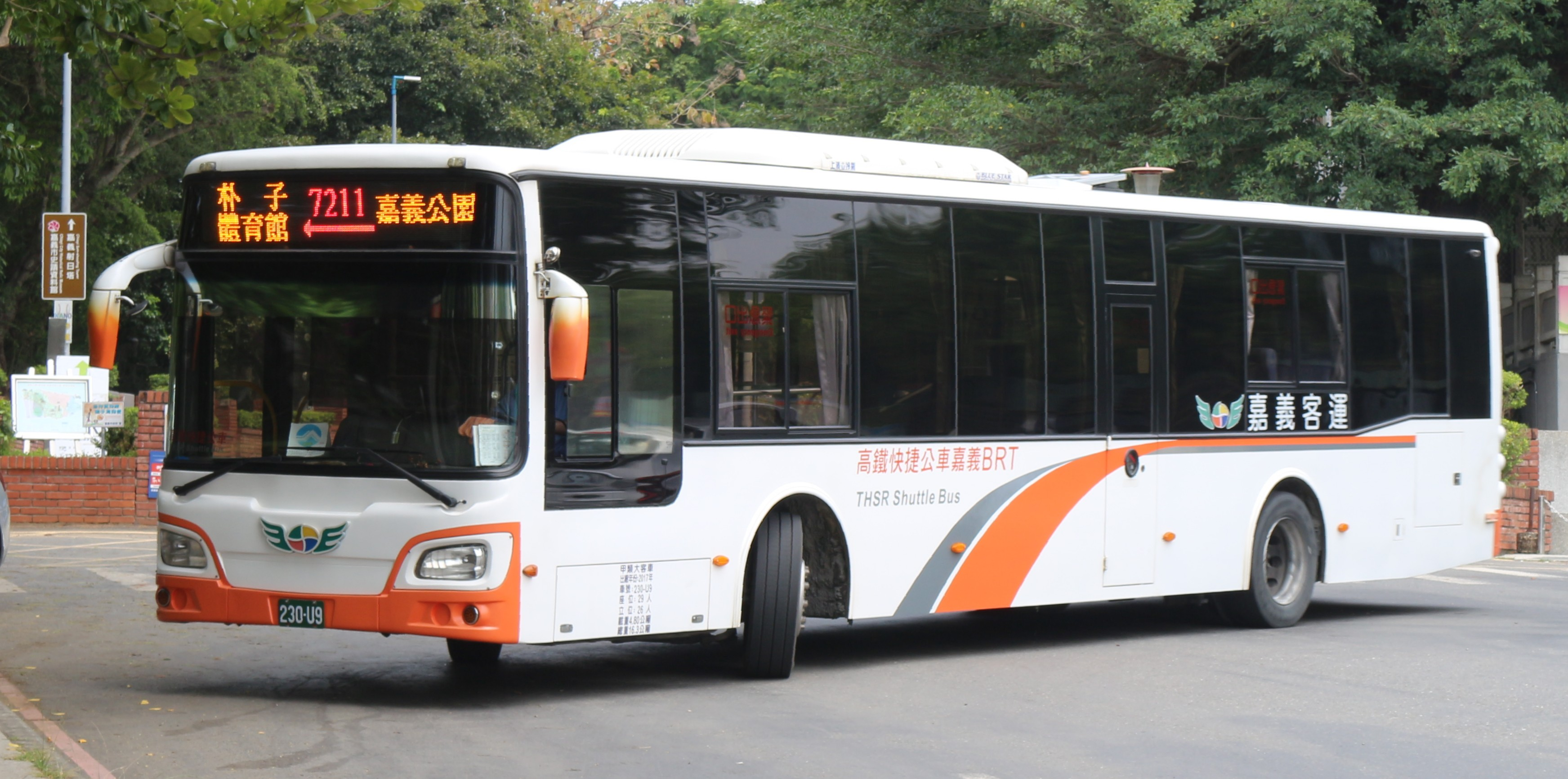
嘉義客運230-U9
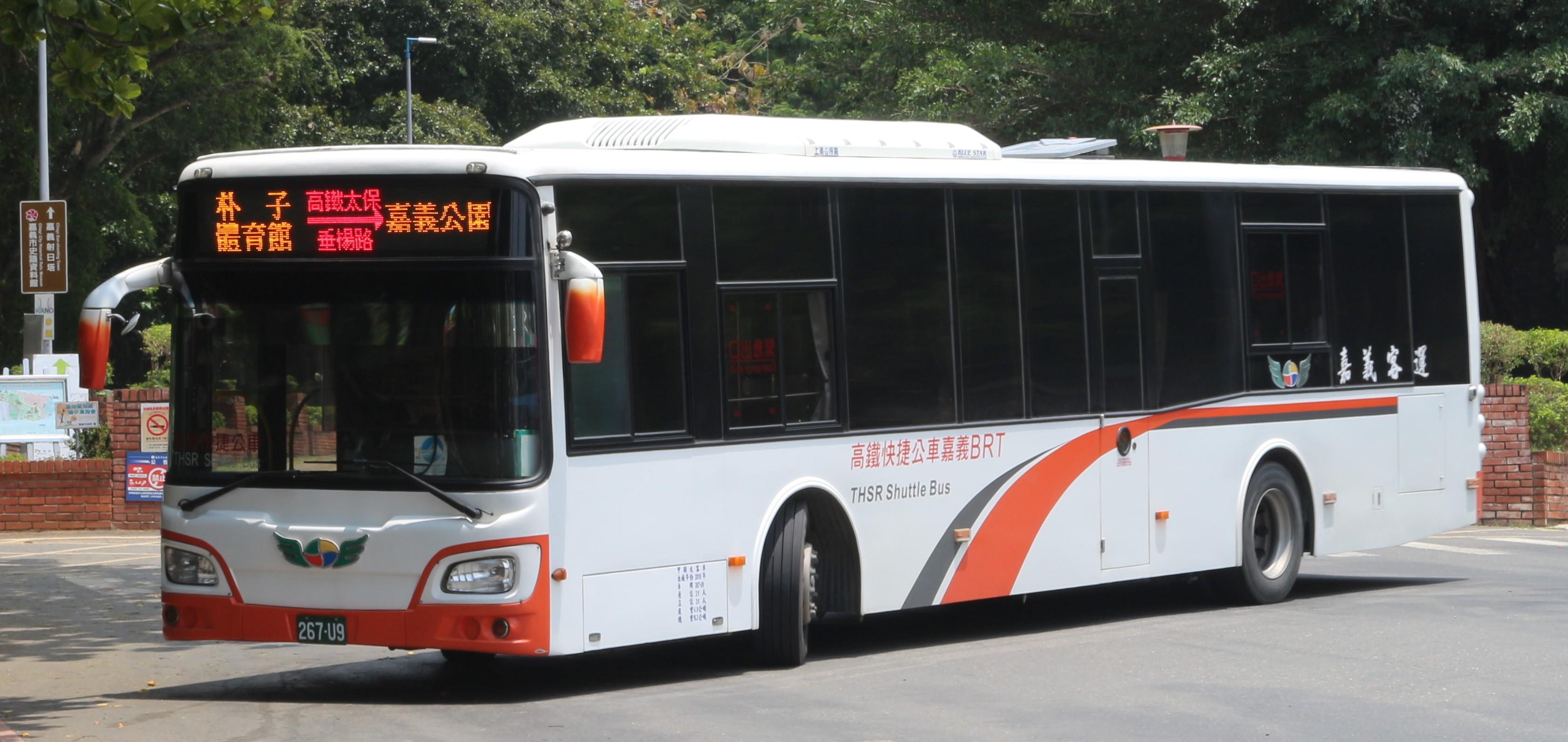
嘉義客運267-U9
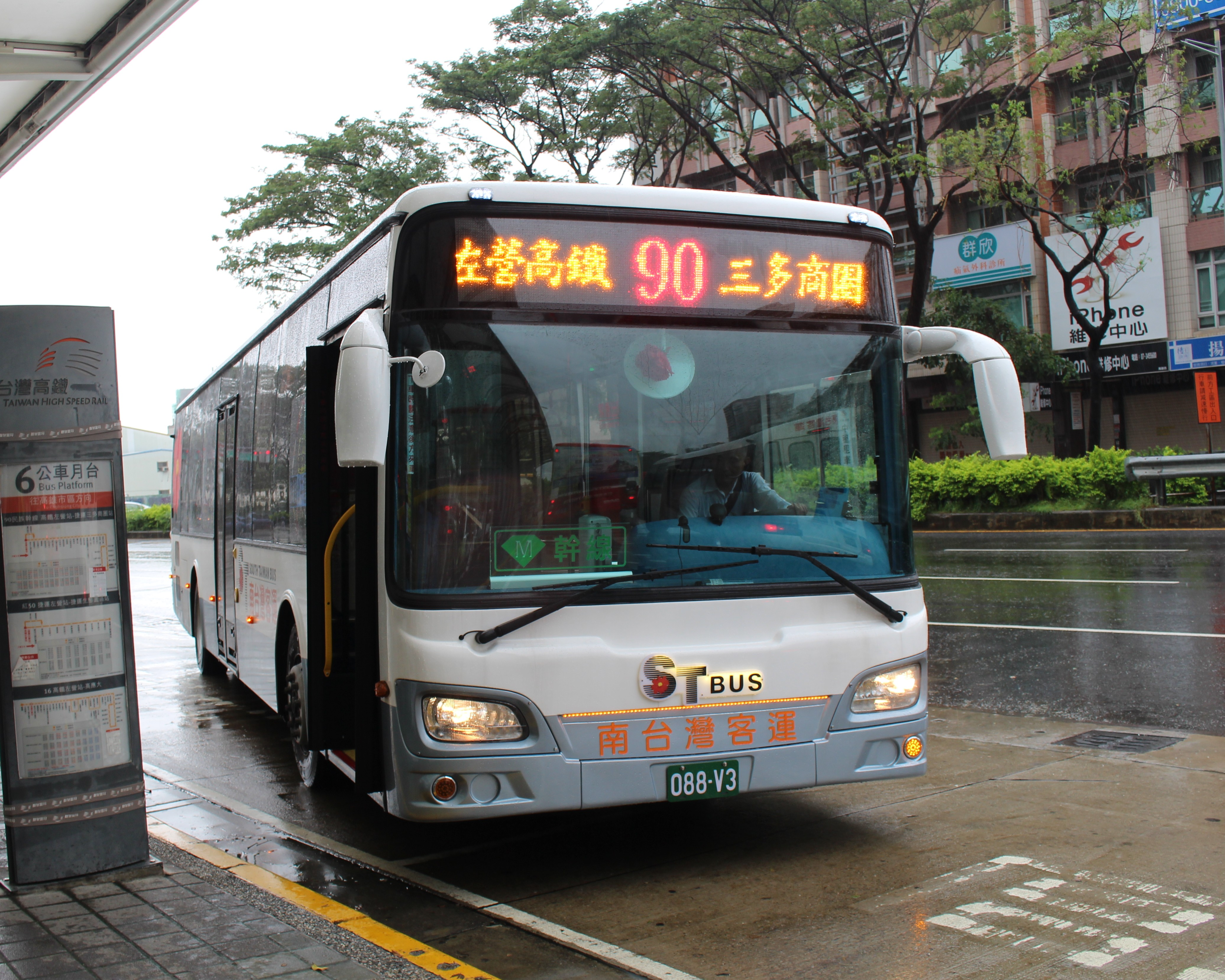
南台灣客運088-V3

- 協億車體

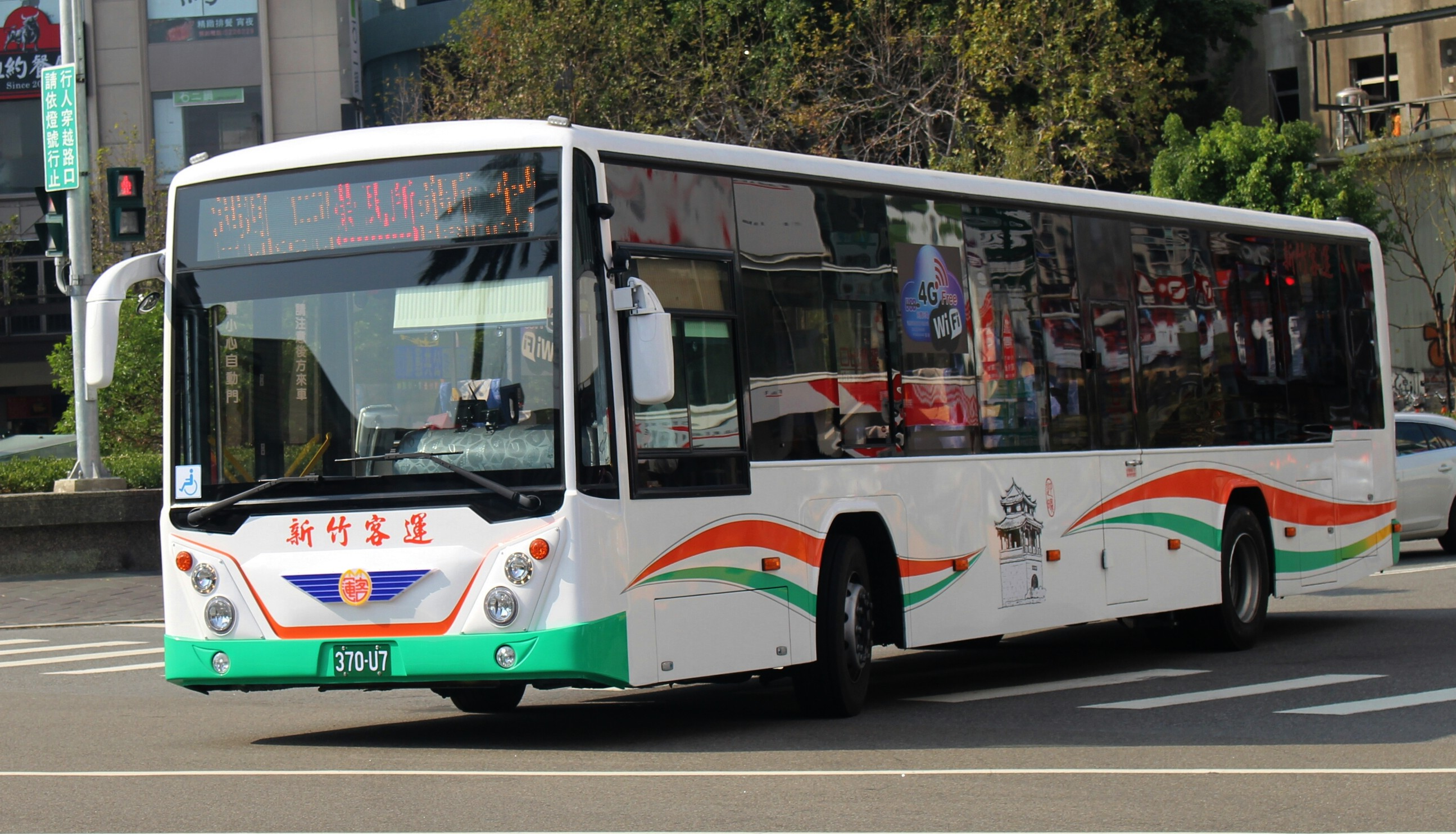
新竹客運370-U7，本車已轉賣至巨業交通
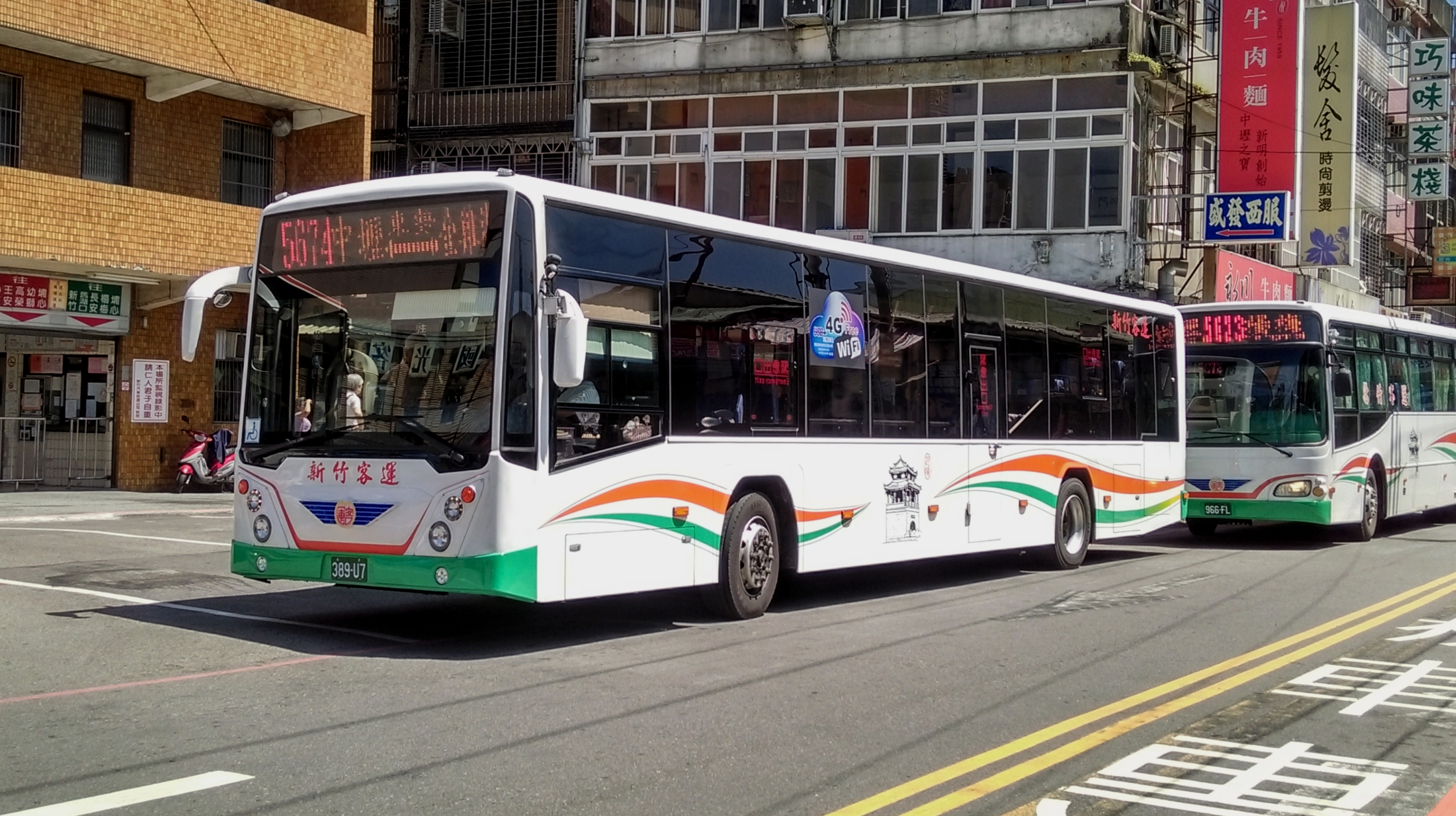
新竹客運389-U7，本車已轉賣至港都客運
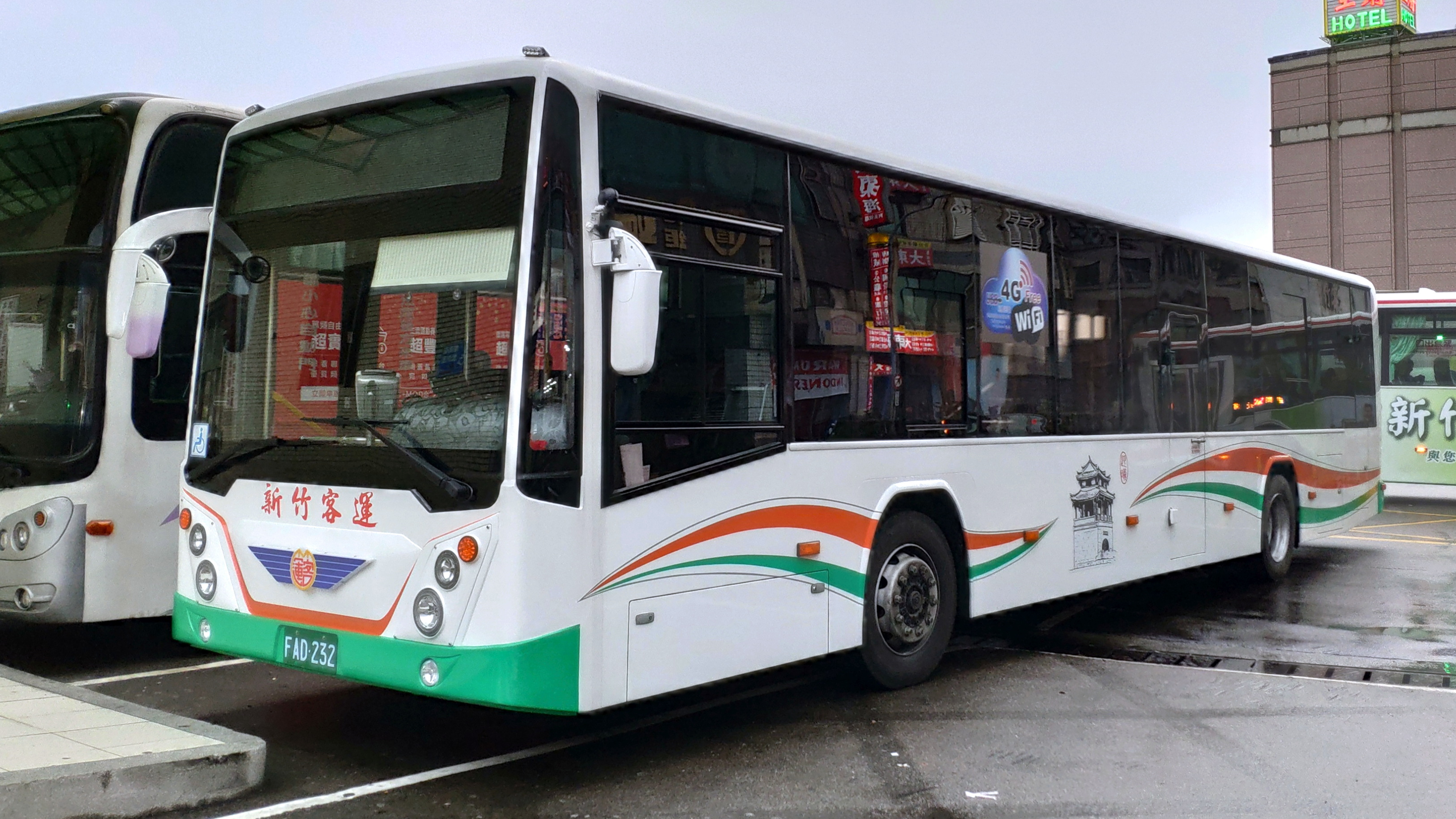
新竹客運FAD-232

- 鉅巃車體

- 彰化客運FAE-628

- 台松汽車(無活動逃生窗)

- 基隆市公車處262-U6

- 金龍汽車(敦峰)

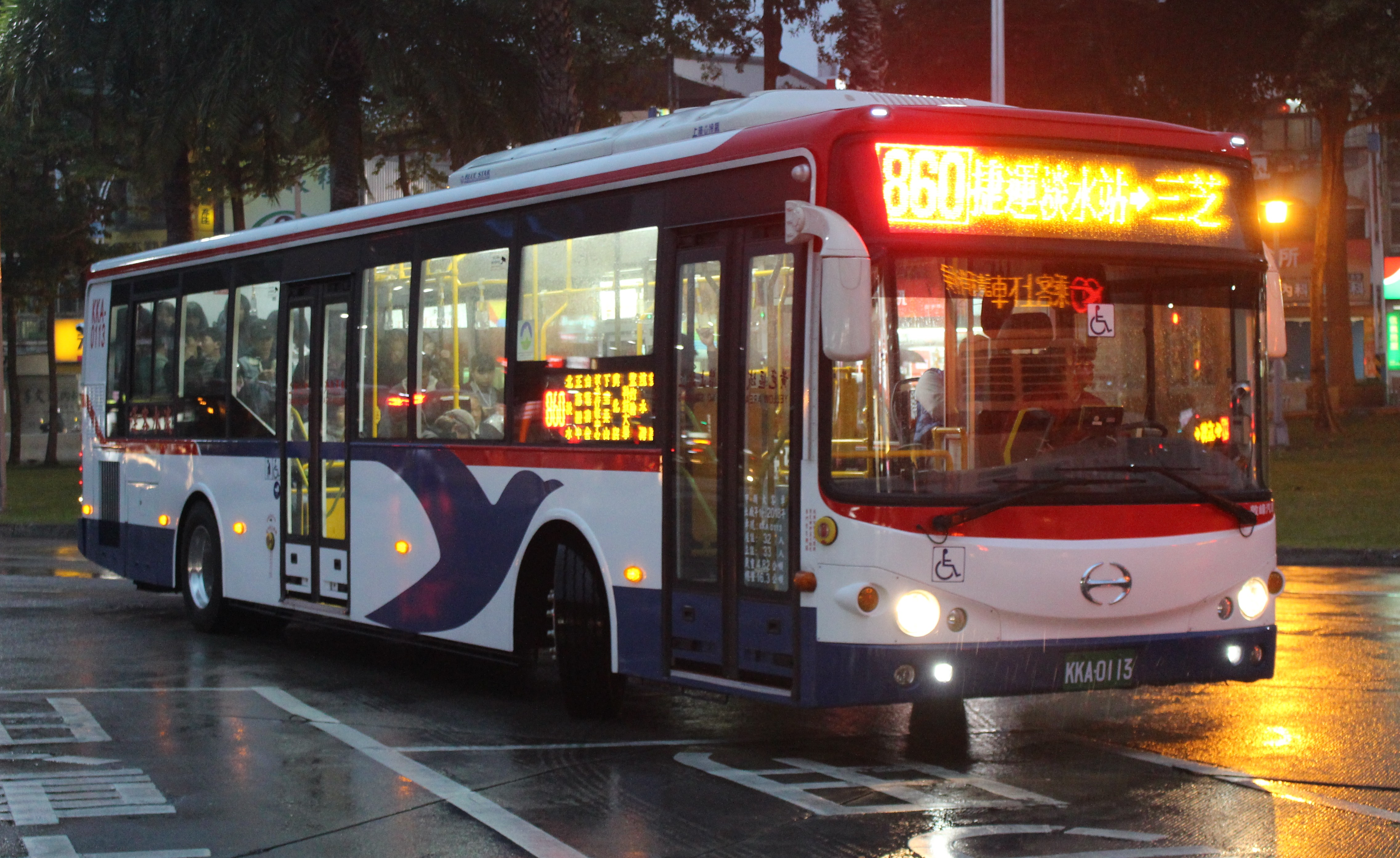
淡水客運KKA-0113

## 外部連結
- 臺灣日野官方網站 （页面存档备份，存于）
- 采埃孚公司 （页面存档备份，存于）